# Выспяньский, Станислав
Стани́слав Мате́уш Игна́ций Выспя́ньский (пол. Stanisław Mateusz Ignacy Wyspiański; 15 января 1869, Краков — 28 ноября 1907, там же) — польский поэт, драматург, живописец, дизайнер мебели и интерьеров, театральный деятель. Будучи патриотически настроенным писателем, создал серию символических национальных драм, проникнутых художественной философией движения «Молодая Польша». Выспяньский являлся одним из наиболее выдающихся и разносторонних художников Европы своего времени. В творчестве он удачно сочетал идеи модерна с фольклорными и историческими мотивами. Неофициально его называли «четвёртым польским пророком» (наряду с польской «троицей» поэтов-пророков (Мицкевичем, Словацким, Красиньским).

## Биография
Станислав Выспяньский родился в семье Франтишека Выспяньского и Марии Роговской. Его отец был скульптором и содержал ателье на Вавельском холме. Когда Станиславу исполнилось семь лет, его мать скоропостижно скончалась от туберкулёза. Будучи хроническим алкоголиком, отец не мог стать достойным опекуном для собственного сына, и тот был взят на воспитание своей тётей Йоанной Станкевич и её мужем Казимиром. Семейство, приютившее Станислава, принадлежало к классу буржуазии и было активно вовлечено в интеллектуальную деятельность. Именно в доме Станкевичей Выспяньский познакомился со знаменитым живописцем Яном Матейко. Распознав в юном Станиславе большой талант, мастер дал ему первые уроки рисования. Посчастливилось Выспяньскому и в плане общего образования. Он попал в среднюю школу святой Анны, где преподавание велось на полузапрещённом польском языке и учителя прилежно старались привить своим ученикам любовь к родной истории и литературе. Воспитанниками этого учебного заведения были Люцьян Рыдель, Станислав Эстрейхер и Генрик Опеньский, ставшие впоследствии заметными фигурами культурной жизни Кракова. Выспяньский во время своего обучения не демонстрировал особенно выдающихся способностей, однако, с самого начала проявил огромный интерес к искусству и литературе. Тётя Йоанна вспоминала впоследствии, как юный Станислав постоянно делал зарисовки окружавших его небольших деревенских зданий, животных, растений, старинных доспехов и разнообразных элементов внутреннего убранства дома Станкевичей. Одной из первых проб молодого Выспяньского на литературном поприще стала драматическая интерпретация знаменитой картины Яна Матейко «Стефан Баторий под Псковом».

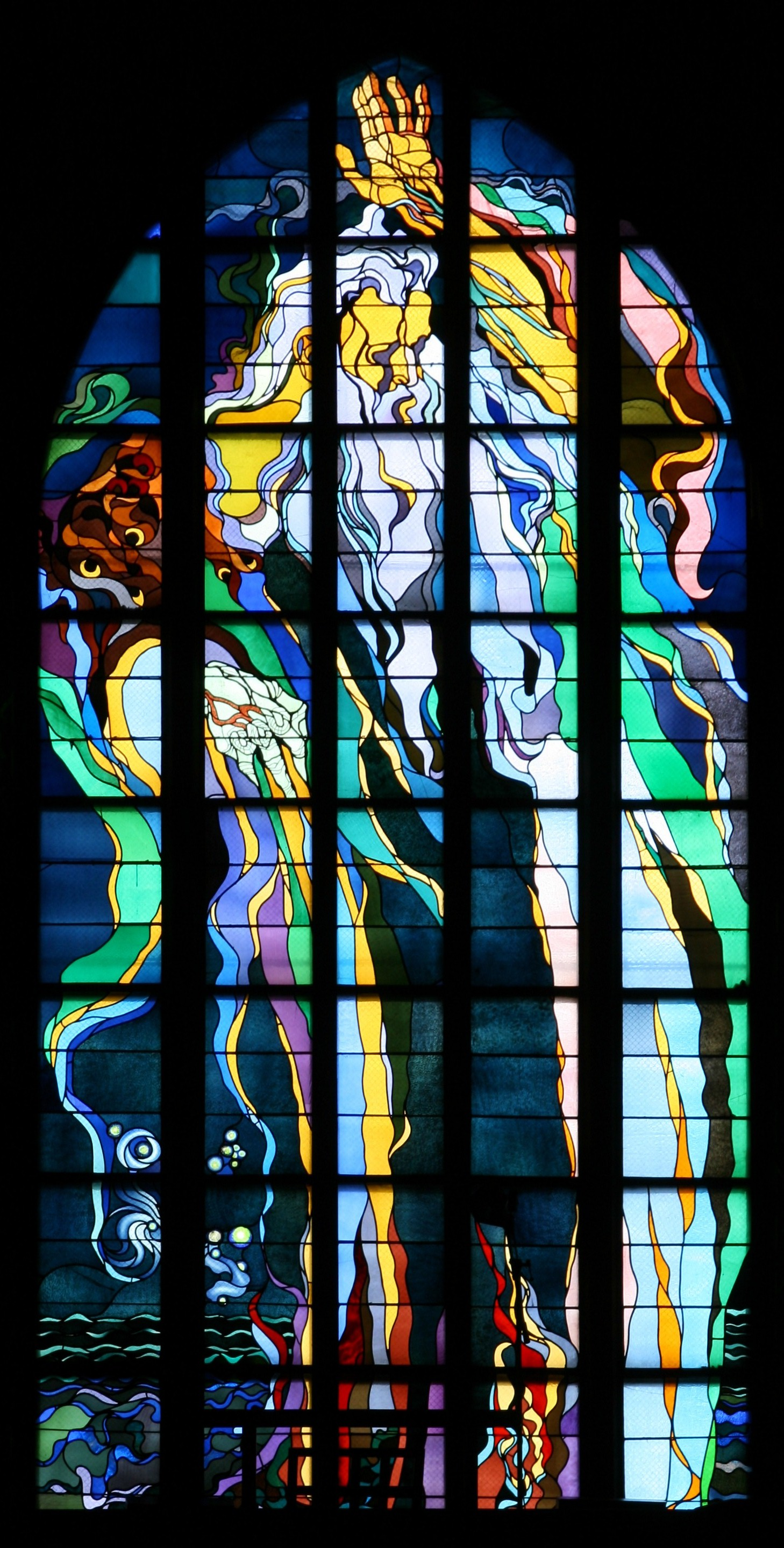
Витраж «Бог-отец» во францисканском костёле Кракова

В 1887 году Станислав был зачислен на курсы философского факультета Ягеллонского университета, параллельно начав свои занятия в краковской школе изящных искусств у профессора Ф. Цинка. Во время своего обучения в университете он посещал лекции по искусству, истории и литературе. Заведовавший в то время школой изящных искусств Ян Матейко, признавая большие возможности Выспяньского, пригласил его принять участие в оформлении интерьера церкви св. Марии.
В период с 1890 по 1895 Выспяньский посетил Италию, Швейцарию, Германию, Чехию и Францию. Именно пребывание во Франции оказало решающее влияние на дальнейшую творческую судьбу Станислава. В Париже он посещал занятия в частном ателье Академии Коларосси. В связи с тем, что плата за учёбу оказалась Выспяньскому не по карману, он вынужден был обратиться с просьбой о субсидии. Во время своего пребывания во Франции он также успел познакомиться с Полем Гогеном. Вместе они посещали парижские художественные музеи, где особо сильное впечатление на Выспяньского оказали картины Пьера Пюви де Шаванна. Также Станислав уделил большое внимание театру, где стал свидетелем постановок античных и шекспировских трагедий. Этот опыт оказался бесценным во время работы Выспяньского над собственными пьесами по мотивам древних мифов — «Даниил и Мелеагр» и «Возвращение Одиссея». Параллельно Станислав работал над несколькими драматическими произведениями — «Королева польской короны», «Варшавянка» и первой редакцией «Легенды». Последняя пьеса была написана по мотивам известной польской легенды о Варе и Саве. В августе 1894 года Выспяньский возвратился в родной Краков, где вскоре был вовлечён в модернистское движение. В тот период художник разработал и принял участие в создании интерьера церкви францисканцев. Эта работа поразила современников смелым использованием замысловатых мотивов, изобилующих разнообразными растениями, геометрическими фигурами и геральдическими элементами. Довольный результатом трудов Выспяньского, настоятель церкви заказал ему несколько витражей. Мастер и на этом поприще добился огромного успеха, создав великолепные композиции: «Блаженная Саломея», «Раны св. Франциска», «Бог-отец». Помимо прочего, Станислав был удостоен награды Польской академии искусств и наук за свой пейзаж, изображавший Курган Костюшко. В качестве живописца, дизайнера интерьера и поэта Выспяньский активно сотрудничал
с краковским городским театром. Поначалу он работал над декорациями и сценографией, а затем выступил в роли режиссёра-постановщика нескольких спектаклей.

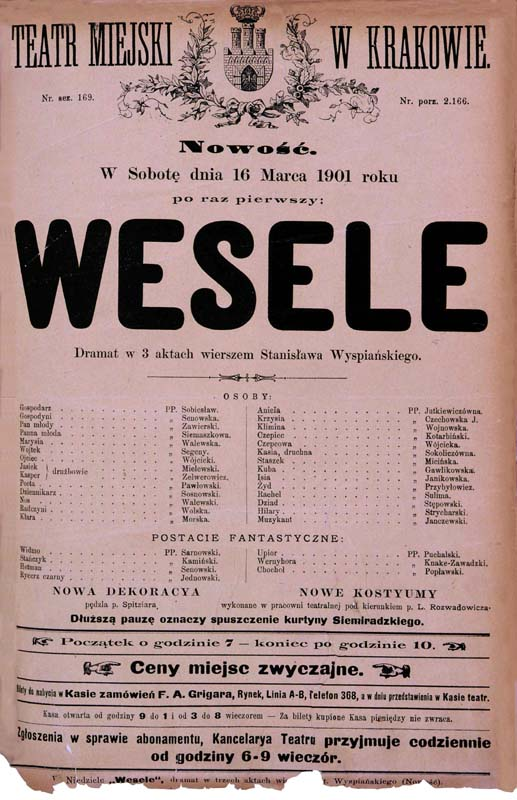
Афиша спектакля «Свадьба»

В Кракове Выспяньский присоединился к сообществу польских художников «Sztuka» (рус. "Искусство") и в середине 1898 года был назначен художественным редактором еженедельника «Życie» (рус. "Жизнь"). Первые драмы Станислава — «Легенда» (1897) и «Даниил и Мелеагр» (1898) не получили признания литературных критиков. Лишь выход в свет «Варшавянки» принёс её автору долгожданный успех. Театральная постановка этой пьесы стала переломным этапом в литературной карьере Выспяньского, и сделал его драматургом национального масштаба. Премьера «Варшавянки» состоялась 2 июля 1901 года, а главную роль Марии исполнила знаменитая краковская актриса Хелена Моджеевская. В течение 1899—1900 годов были опубликованы ещё две пьесы Выспяньского: «Протесилай и Лаодамия» и «Лелевель». В последнем произведении автор вступил в полемику с апологетами романтического видения истории. В 1900 году Выспяньский женится на Теодоре Пытко, будущей матери четырёх его детей. В ноябре того же года он присутствовал на свадьбе своего друга Люцьяна Рыделя, которая состоялась в селении Броновице, находившемся неподалёку от Кракова. Впечатления от этого события были положены в основу знаменитого произведения «Свадьба». В нём Выспяньский остроумно высмеивал пороки современного ему польского общества. «Свадьба» преобразила Выспяньского, который до этого являлся в меру успешным писателем и художником, ассоциирующимся с движением «Молодая Польша», а после превратился в национального драматурга-провидца, чьё значение для польской литературы можно сравнить со значением Йейтса для ирландской, О’Нила для американской, или Метерлинка для бельгийской. Драма со всей глубиной и достоверностью продемонстрировала неутешительные реалии жизни в Польше и бессилие общества коренным образом изменить ситуацию к лучшему. Несмотря на все старания цензуры по возможности урезать тираж книги, «Свадьба» была поставлена в театре и имела большой успех у публики.
По следам «Свадьбы» были опубликованы ещё четыре пьесы посвящённые польской истории: «Освобождение», «Ахилл», «Болеслав Храбрый» и «Легенда 2». Несколько последующих лет Выспяньский посвятил трудам над изданием драм «Скалка» и «Возвращение Одиссея», параллельно работая над польским переводом «Сида» Корнеля и «Заиры» Вольтера.
В 1906 году Выспяньский стал профессором краковской Академии изящных искусств, а также вошёл в состав Городского Совета. В последние годы жизни здоровье Станислава заметно пошатнулось, и он был вынужден пройти курс лечения в Рымануве и Бад-Халле. После этого Выспяньский поселился в небольшом доме в селении Венгжце недалеко от Кракова, где и умер от неизлечимого в то время сифилиса. Его похороны состоялись в Кракове и превратились в национальную манифестацию. Тело Выспяньского было погребено в Пантеоне заслуженных граждан, расположенном в церкви святого Станислава.

## Творческое наследие

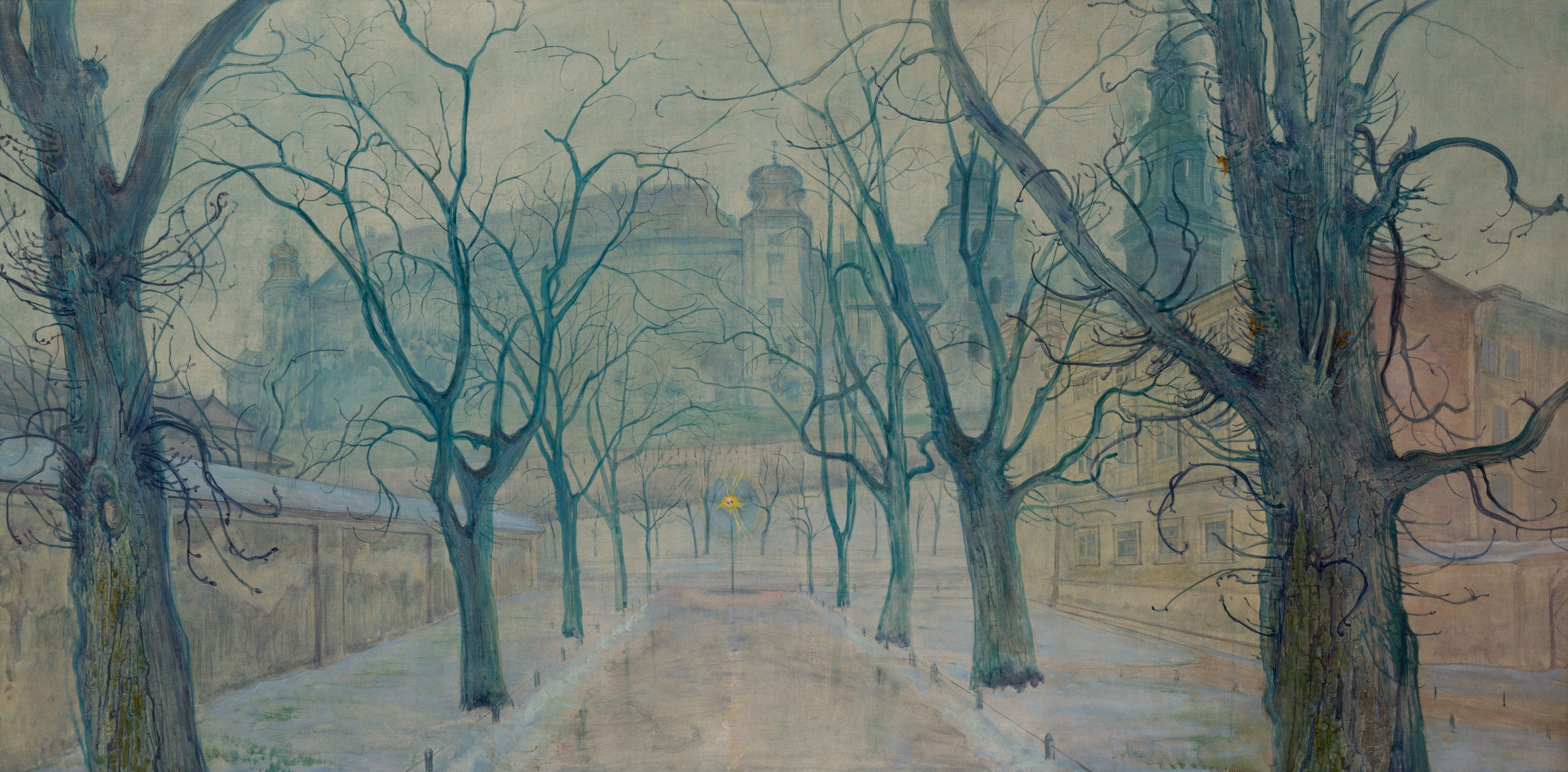
Планты на рассвете, 1894

Талант Выспяньского был невероятно разносторонним. Помимо своих литературных трудов он оставил после себя множество рисунков, живописных и пастельных изображений с видами родного Кракова, портретов собственных и окружавших его людей, разнообразные иллюстрации и графические работы. Выспяньский разработал дизайн целого ряда витражей и росписей для церквей, а также создал проект реконструкции Вавельского замка, так и не воплощённого в жизнь.
Рисунки, такие как автопортрет 1890 года и путевые наброски Европы и Польши, являются наиболее яркими его работами. Особый интерес вызывает гербарий Выспяньского — серия великолепных рисунков разнообразных растений. Как художник Станислав отдавал предпочтение пастельному рисунку; первые работы в данной технике появились в период между 1890 и 1894 годами. Главными персонажами картин Выспяньского являлись члены его семьи, друзья и коллеги-художники. Очень часто Станислав изображал своих детей в различных бытовых ситуациях, во время сна или кормления:

Материнство, 1905

- Хеленка, 1900, пастель, Национальный музей в Кракове
- Спящий Стась, 1902, пастель, Силезский музей в Катовице
- Спящий Метек, 1904, пастель, Художественный музей в Лодзи
- Материнство, 1905, пастель, Национальный музей в Кракове
- Жена художника с сыном Стасем, 1904, пастель, Верхнесилезский музей в Бытоме

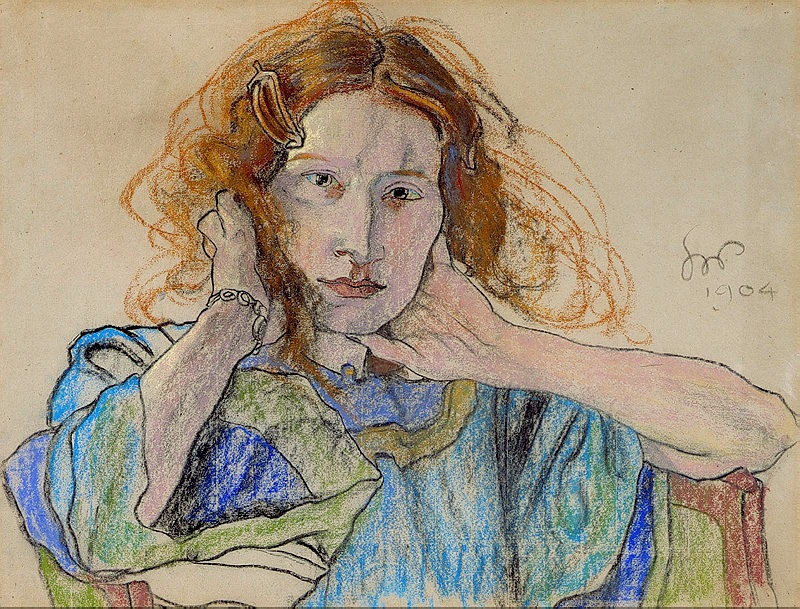
Портрет Ирены Сольской, 1904

Выспяньский запечатлел на холсте многих своих приятелей и художников, среди которых Казимир Левандовский, Яцек Мальчевский, Элиза Пареньская, семья Крышталовичей, Людвик Сольский, Ирена Сольская, Ян Станиславский. Его кисти также принадлежит большое количество пейзажей с видами краковского парка Планты, реки Вислы и её притока Рудавы, коттеджей в Грембово. В самом конце жизни Выспяньский сделал ряд зарисовок Кургана Костюшко, который был виден из окна его студии. Одной из его самых ярких графических работ является афиша спектакля «Там внутри» по Метерлинку.
Существенное место в творчестве Выспяньского занимал дизайн. Он является автором множества витражей, полихромных росписей и интерьеров. В соавторстве с Юзефом Мехоффером и Тадеушем Дмоховским Выспяньский создал 36 витражей для собора св. Марии в Кракове, когда помогал Яну Матейко в работе над реставрацией здания. Творческий тандем оказался весьма успешным, и помимо прочего отметился участием в конкурсе декораторского искусства в Париже и разработкой внешнего вида занавеса для театра им. Юлиуша Словацкого в Кракове. Уже самостоятельно Выспяньский оформил францисканскую церковь родного города (знаменитый витраж «Восстань»), создал наброски витражей с изображением св. Станислава, Казимира Великого и Генриха Набожного для Вавельского собора (эти работы были воплощены в жизнь лишь в 2005—2007 годах и выставлены в павильоне Выспяньского), разработал дизайн выставочного зала Общества любителей искусства (1904) и оформил лестницу и коридор главного здания Медицинского общества, для которого также создал витраж «Аполлон — Солнечная система Коперника». В 1905 году Выспяньский совместно с Владиславом Экельским разработал проект грандиозной реконструкции Вавельского холма.

## Пьесы Выспяньского
- Варшавянка (1898)
- Мелеагр (1899)
- Протесилай и Лаодамия (1899)
- Проклятье (1899)
- Судьи (1900)
- Легион (1900)

- Свадьба (1901)
- Освобождение (1903)
- Болеслав Храбрый (1903)
- Ахилл. Драматические сцены (1903)
- Ноябрьская ночь (1904)
- Акрополь (1904)
- Ночные цветы (1906)
- Скалка (1907)
- Возвращение Одиссея (1907)

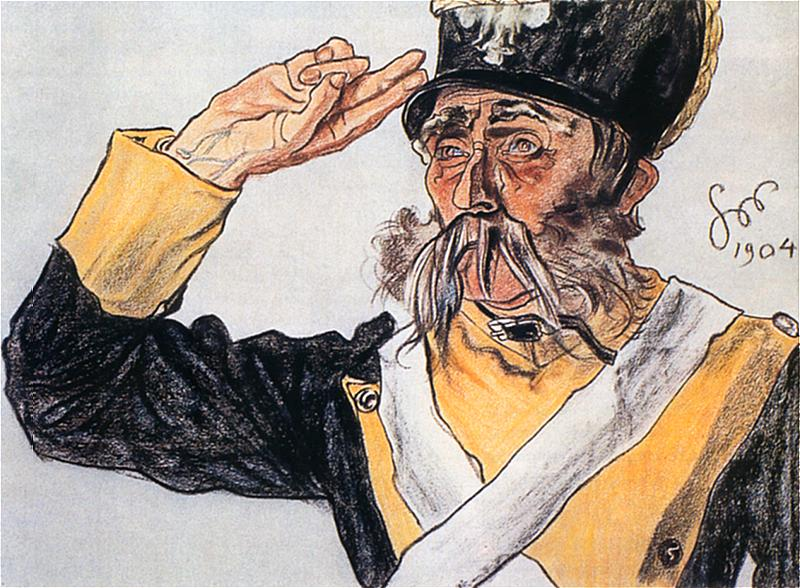
Портрет Людвика Сольского в роли старого солдата в пьесе "Варшавянка, 1904

- Сигизмунд Август (1907, неоконченная)

## Адреса в Кракове, связанные с Выспяньским

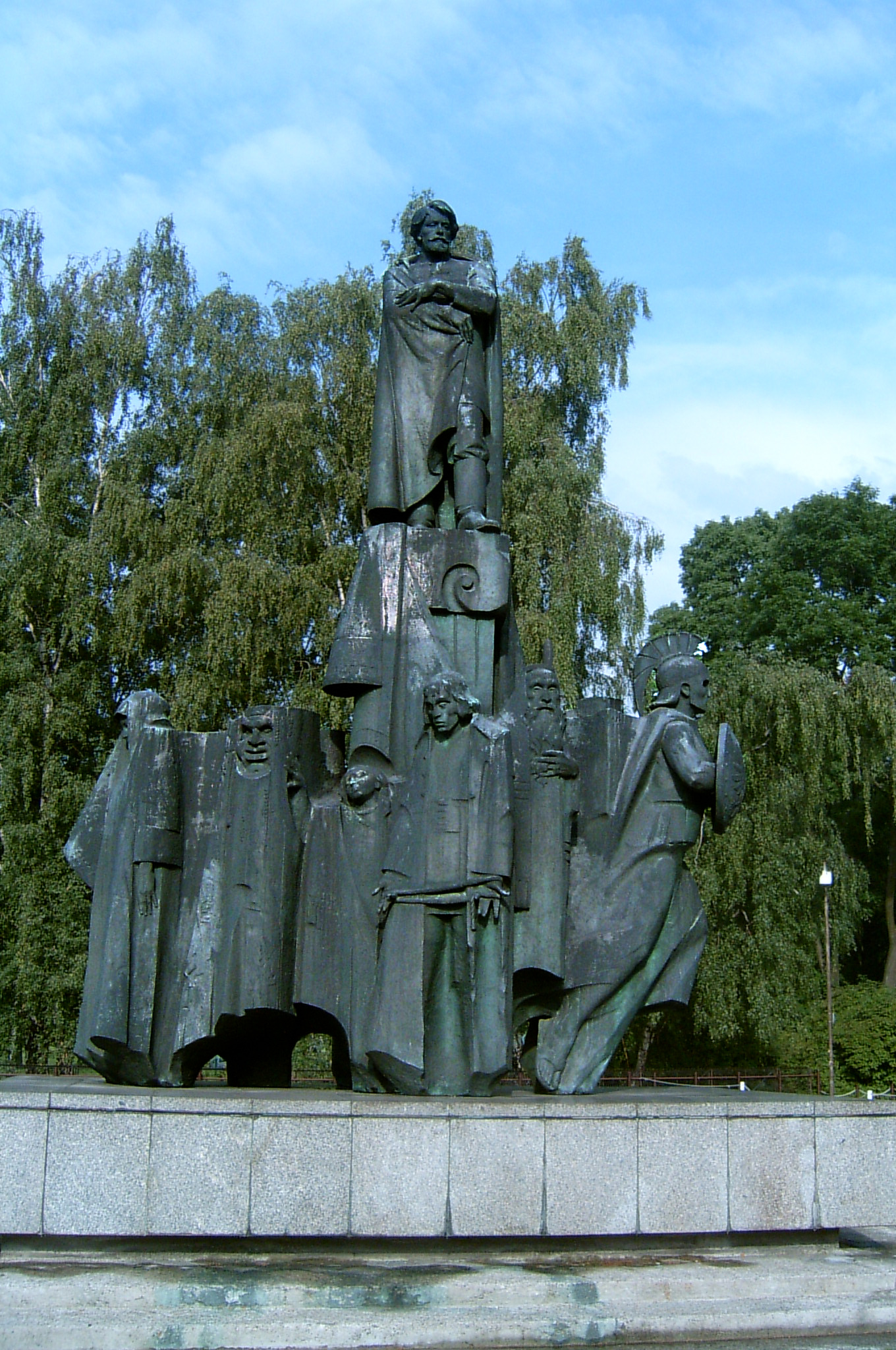
Памятник Выспяньскому в Кракове

- Ул. Крупнича, 26 
 Место рождения Выспяньского. Дом принадлежал дедушке и бабушке Станислава; здесь он прожил до 1873 года.
- Ул. Канонича, 25 
 Летом 1873 года семья Выспяньских переехала в дом Яна Длугоша. Младший брат Станислава и его мать умерли здесь. Осенью 1880 года Выспяньский перебрался в дом своей тёти и её мужа
- Ул. Коперника, 1 
 Между 1880 и 1883 годами Выспяньский проживал в доме Станкевичей. Впоследствии в здании расположился офис туристической организации, в наши дни здесь находится отель «Wyspiański»
- Ул. Зацише, 2 
 Новые апартаменты семьи Станкевичей. Квартира располагалась на втором этаже ныне не существующего отеля «Centralny» на перекрёстке улиц Зацише и Баштовой с видом на Барбакан и парк Планты. В связи с расширением гостиницы, Станкевичи были вынуждены переехать на новое место жительства в 1885 году
- Ул. Вестерплатте, 1 (позднее ул. Колеёва) 
 В июле 1895 года семья Станкевичей сняла квартиру на первом этаже здания на пересечении улиц Колеёвой и Любича. Сейчас на этом месте располагается галерея с лестницей, ведущей в подземный пассаж. В тот период Выспяньский приобрёл небольшой дом в находившемся неподалёку селении Гжегужки, где работал над дизайном витражей для костёла францисканцев
- Ул. Посельска, 10 
 Спустя несколько месяцев после переезда на ул. Вестерплатте умер дядя Выспяньского и Станислав со своей тётей вынуждены были искать новое место жительства. Они сняли квартиру на третьем этаже дома 10 на ул. Посельской

- Пл. Мариацкая, 9 
 В июле 1898 года Выспяньский снял комнату в доме на перекрёстке пл. Мариацкой и Главного Рынка. В 1907 году здание было разрушено и на его месте возведён новый многоквартирный дом в стиле модерн. Квартира была переоборудована в студию для занятий живописью. Выспяньский на тот момент был прописан по адресу ул. Шляк, 23, где находилась квартира его будущей супруги Теофилии Пытко
- Ул. Кроводерска, 79 
 В 1901 году Станислав получил награду от Академии искусств и наук за разработку дизайна витража для королевского замка на Вавеле. Благодаря этому он смог арендовать семикомнатные апартаменты на третьем этаже многоквартирного дома на углу аллеи Юлиуша Словацкого. В этом здании, существующем и в наши дни, Выспяньский жил со своей семьёй и работал в оборудованной тут же студии. Как утверждают, на дверях квартиры была помещена табличка с надписью: «Здесь живёт Станислав Выспяньский, который не желает принимать посетителей»
- Посёлок Венгжце под Краковом 
 После получения очередного приза от Академии искусств и наук за пейзажи, запечатлевшие Курган Костюшко, Выспяньский приобрёл в посёлке Венгжце собственный дом. До настоящего времени здание не сохранилось и на его месте теперь находится другой частный дом. В честь 100-летия со дня рождения Выспяньского здесь был установлен памятный знак
- Ул. Семирадского, 1 
 Здание больницы, в которой Выспяньский скончался 28 ноября 1907 года, до наших дней не сохранилось. Оно находилось на углу улиц Семирадского и Лобзовской

## Музеи и памятники
В многоквартирном доме Шолайского в Кракове находится Музей Станислава Выспяньского, который является отделением Национального Музея. На площади Всех Святых был открыт информационно-выставочный павильон «Wyspiański 2000». Здесь посетители могут ознакомиться с тремя витражами, разработанными мастером
Перед зданием Национального Музея в Кракове на улице 3 мая установлен памятник Станиславу Выспяньскому
По инициативе польского Сейма 2007 год был официально провозглашён «Годом Станислава Выспяньского»

## Галерея

### Автопортреты

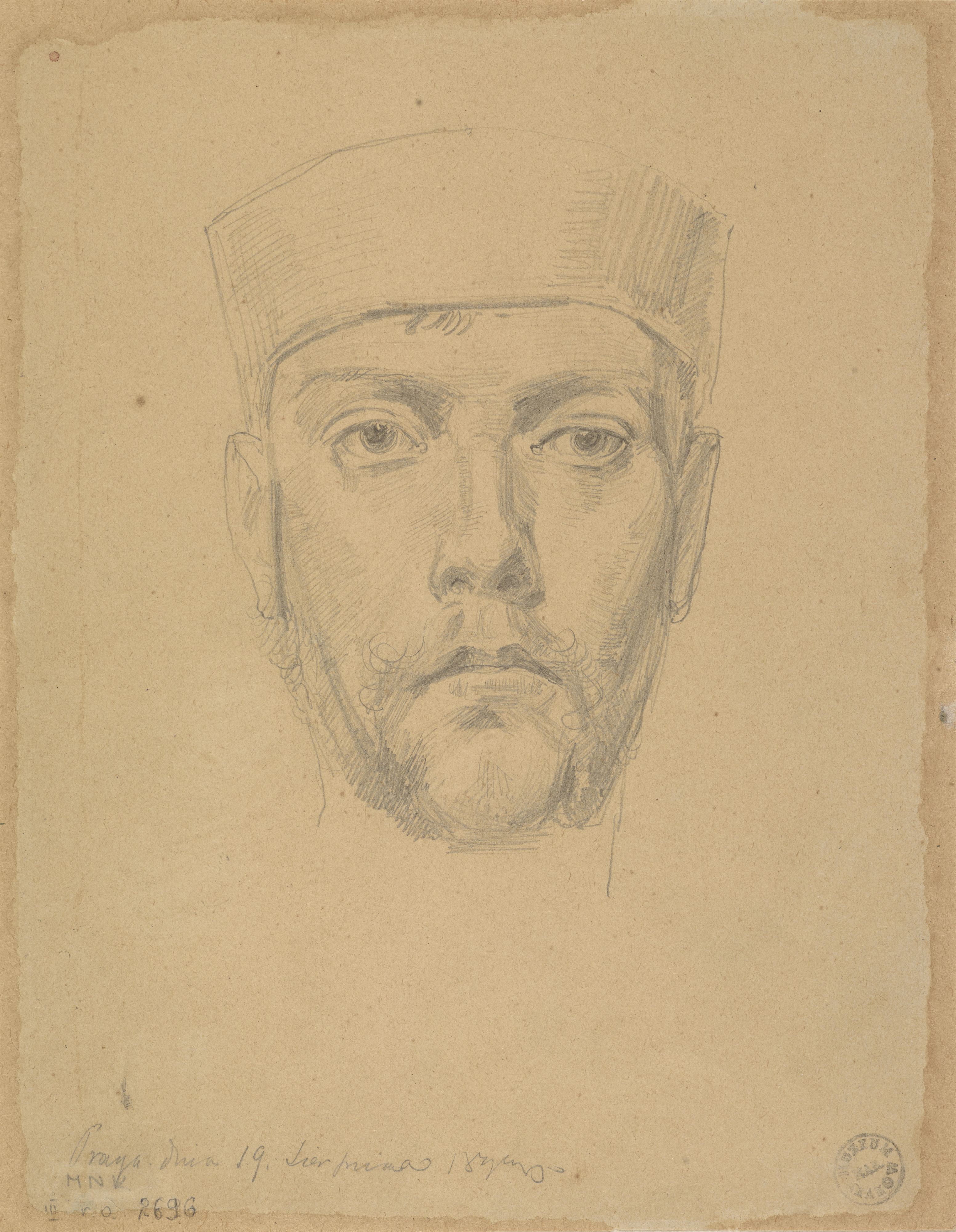
Автопортрет, 1890
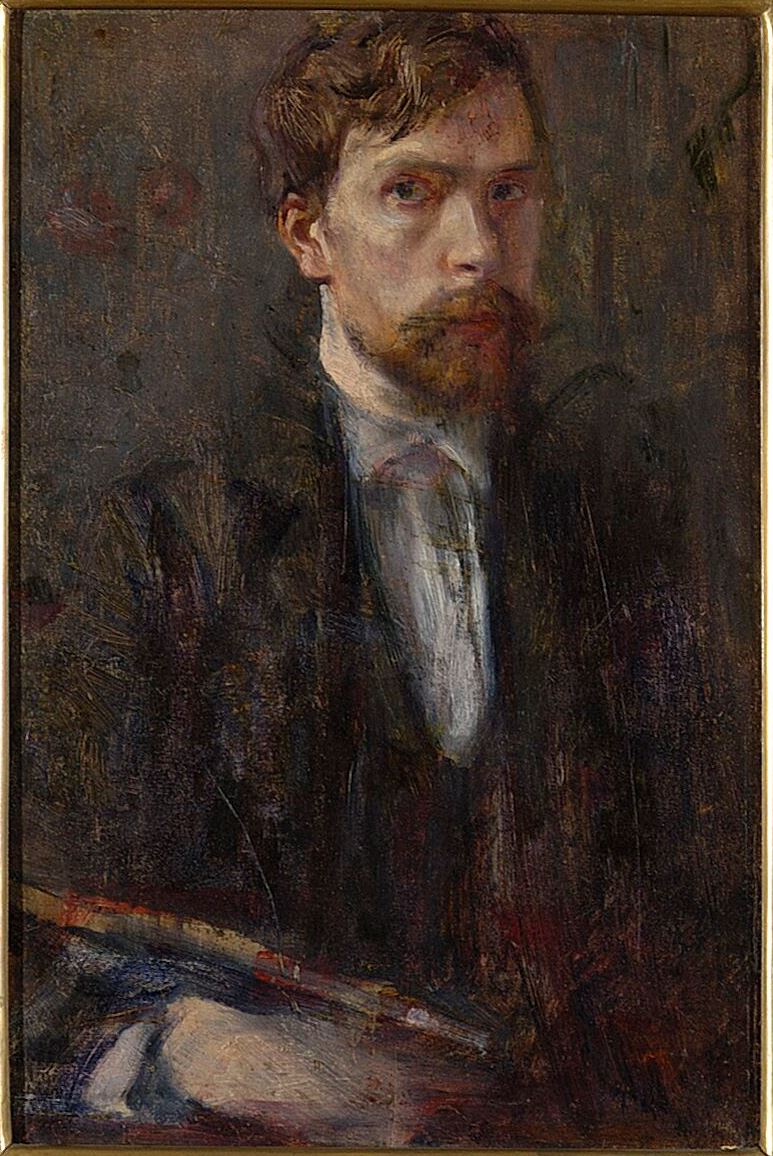
Автопортрет, 1892-93
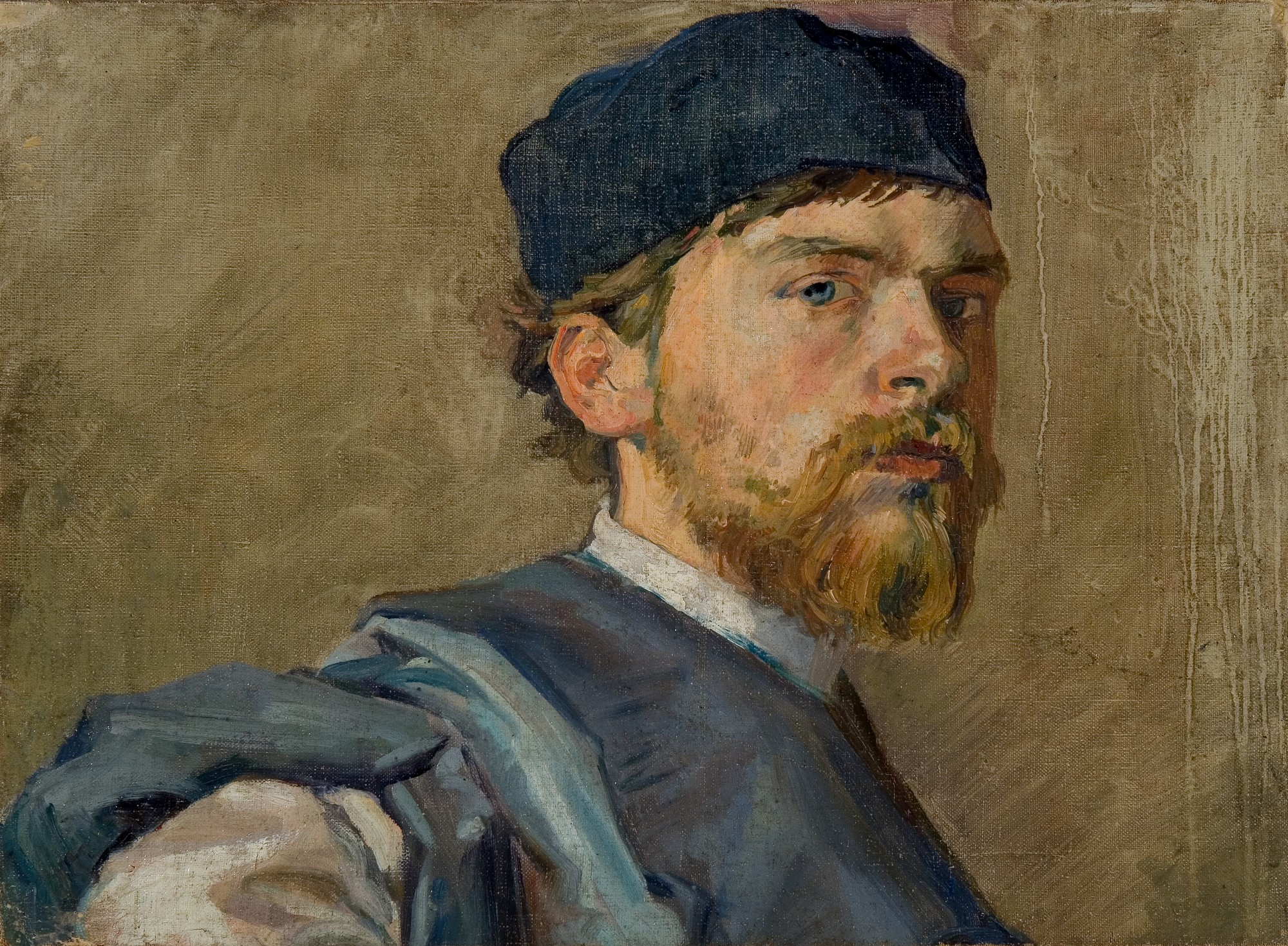
Автопортрет, 1893-94
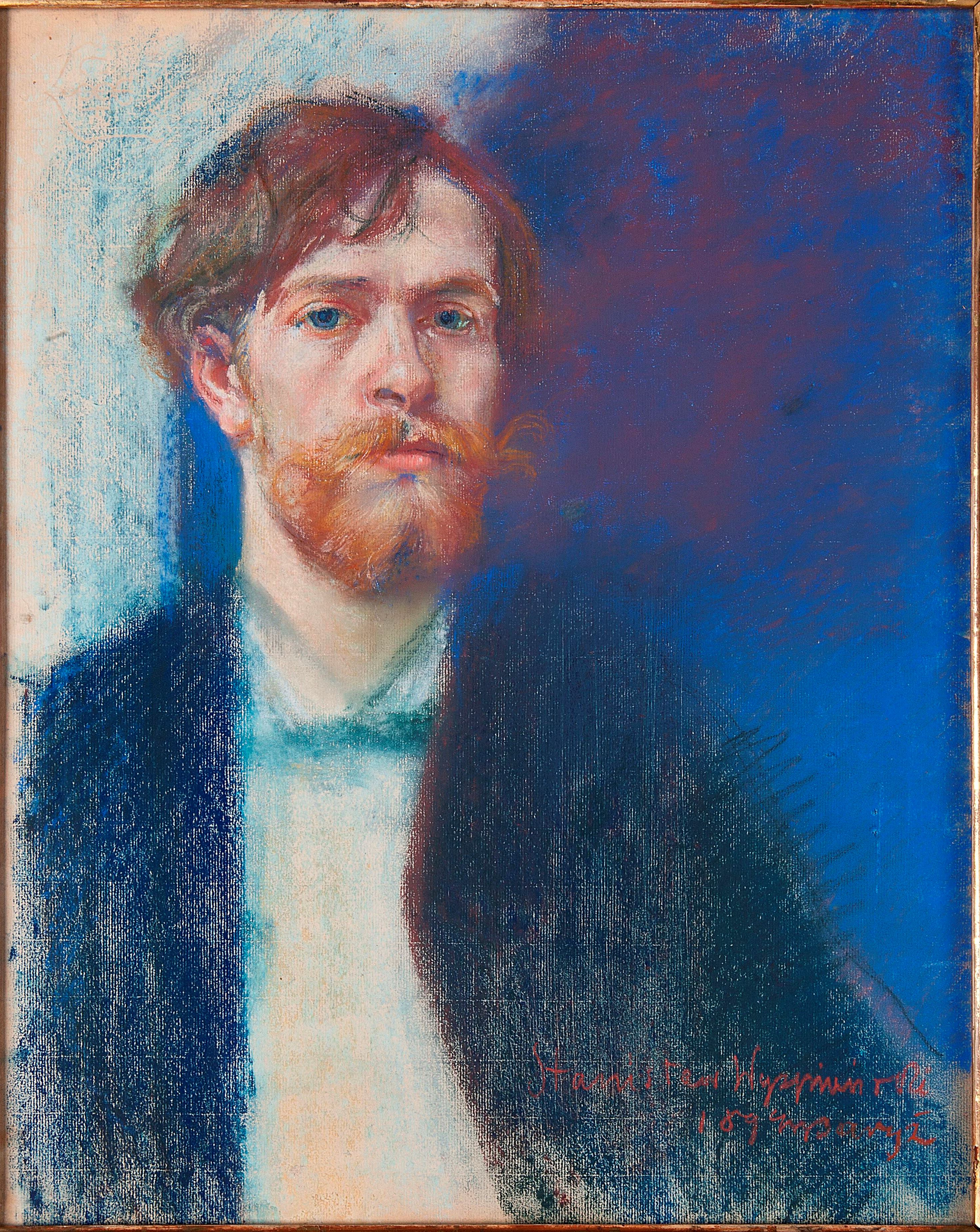
Автопортрет, 1894
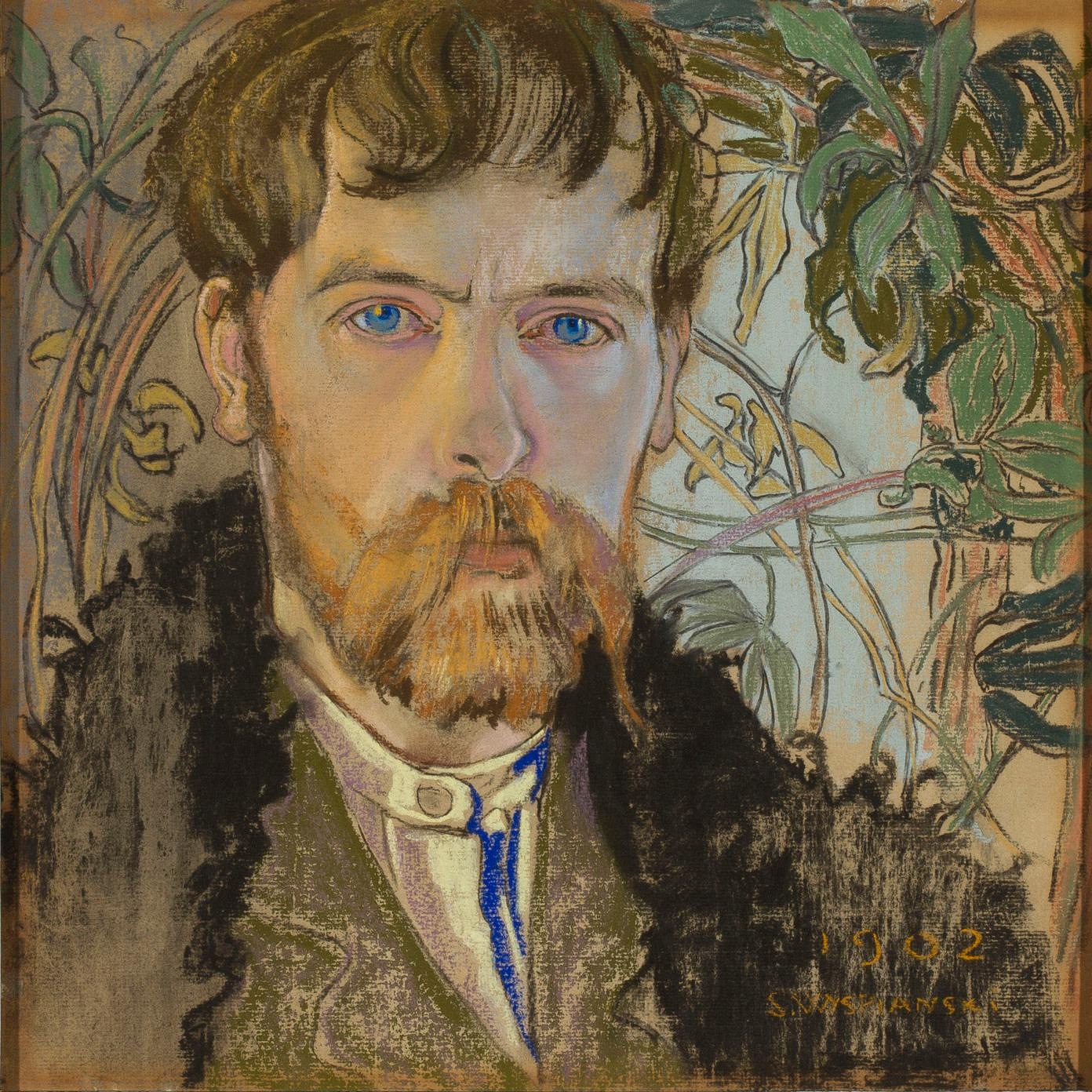
Автопортрет, 1902
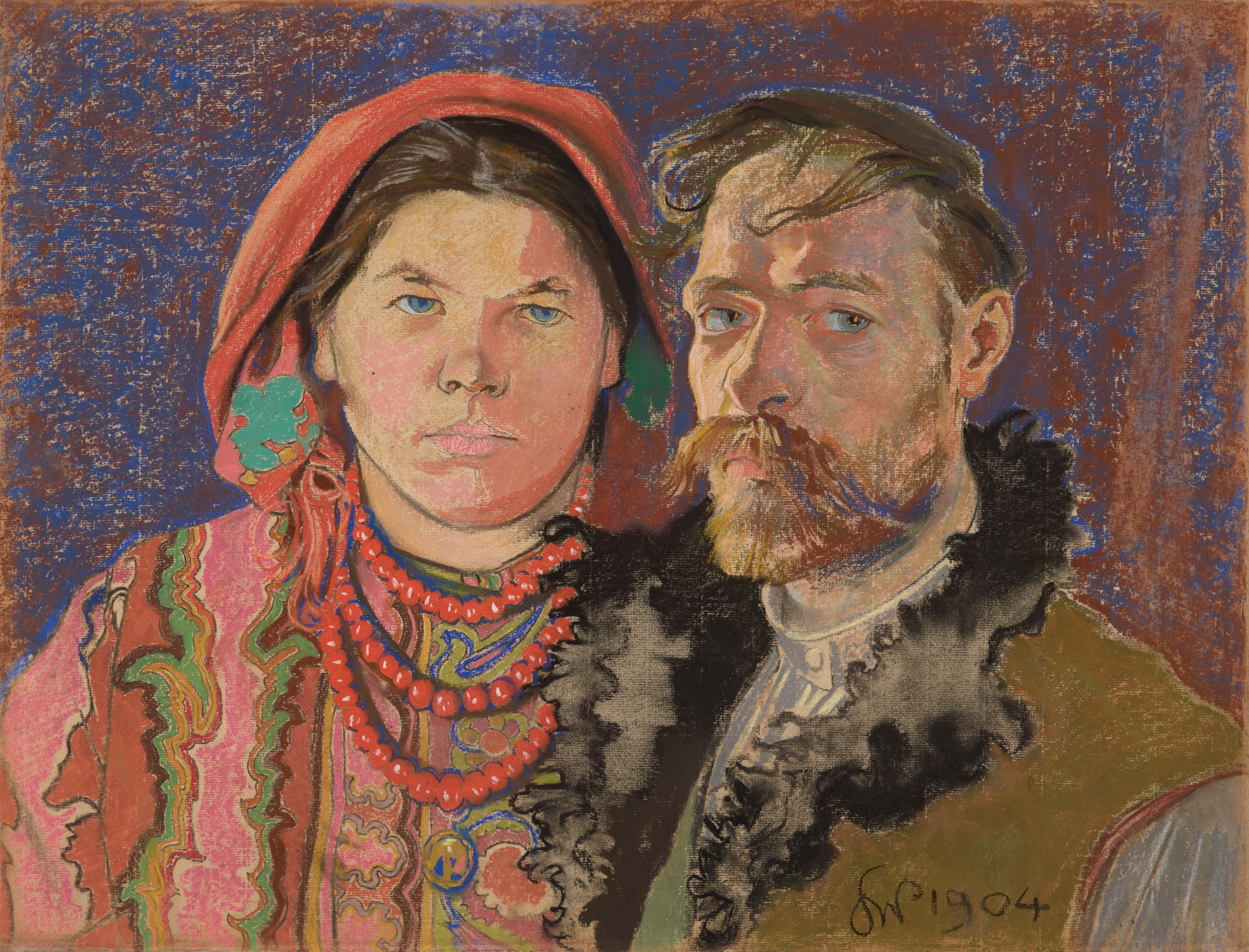
Автопортрет с женой 1904
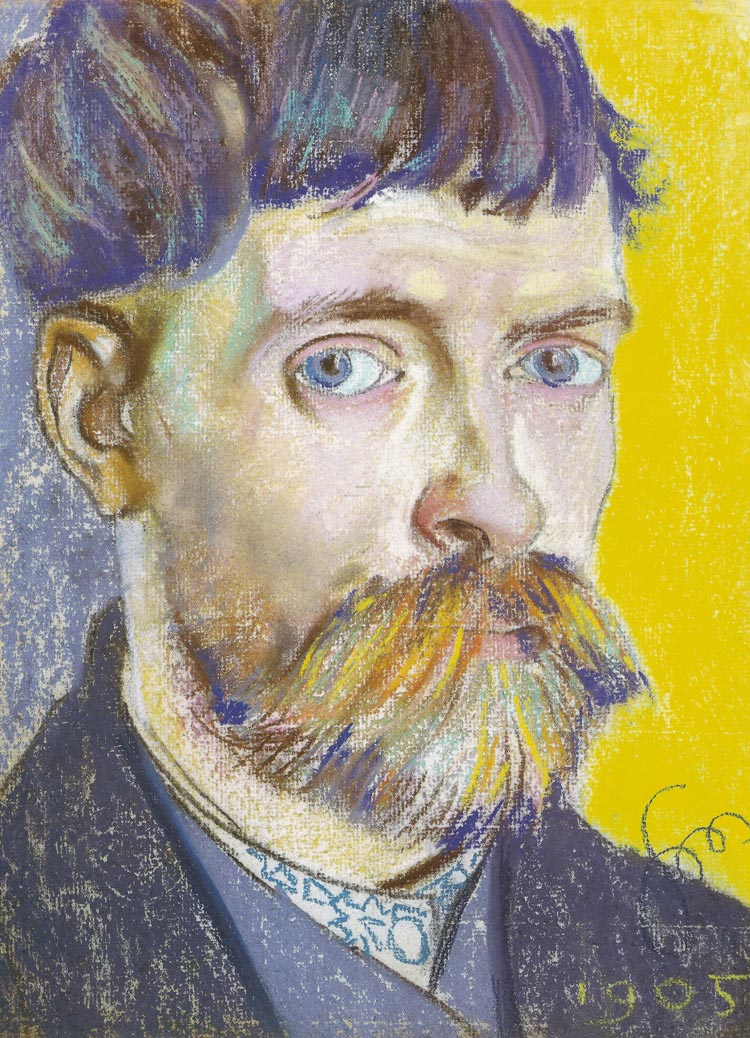
Автопортрет, 1905

### Портреты

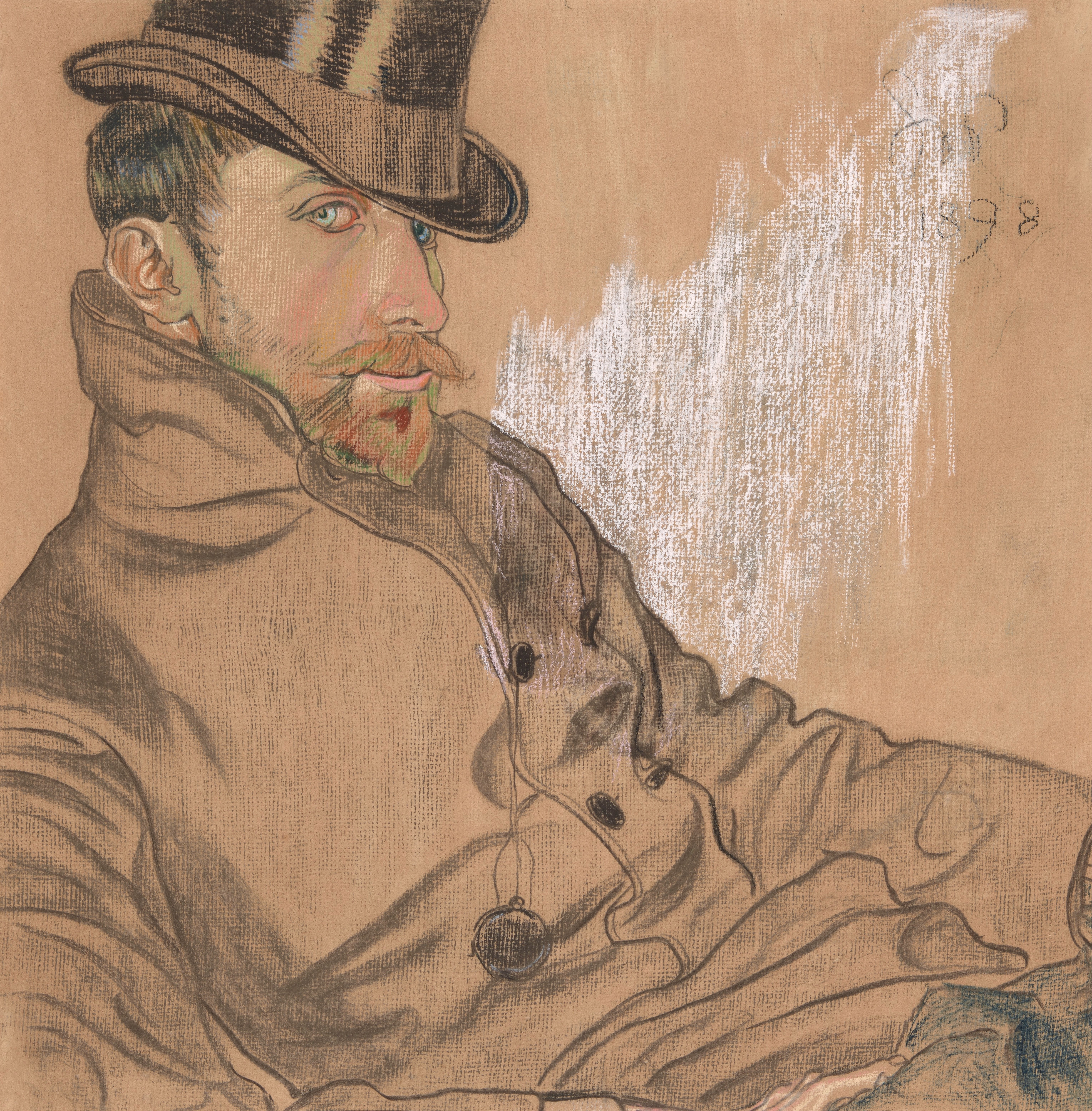
Портрет Казимира Левандовского, 1898
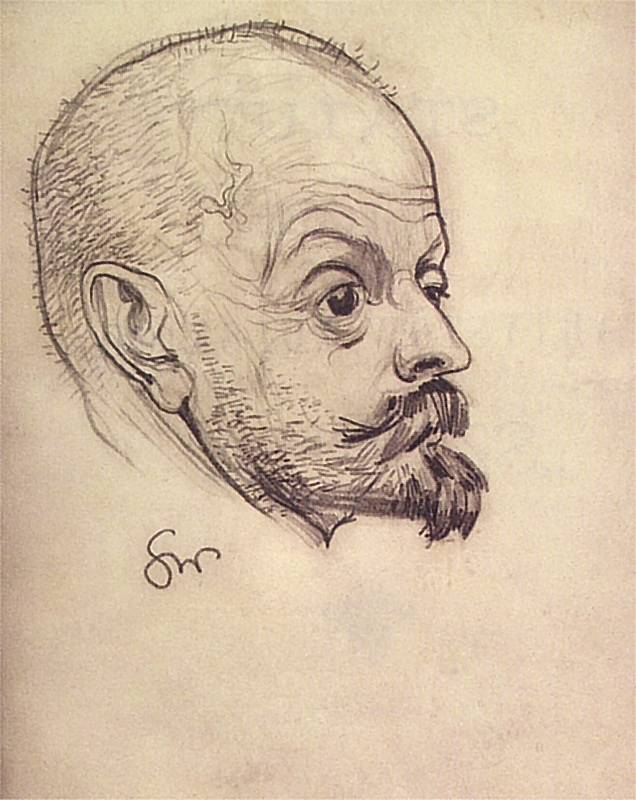
Портрет Яцека Мальчевского, ок. 1899
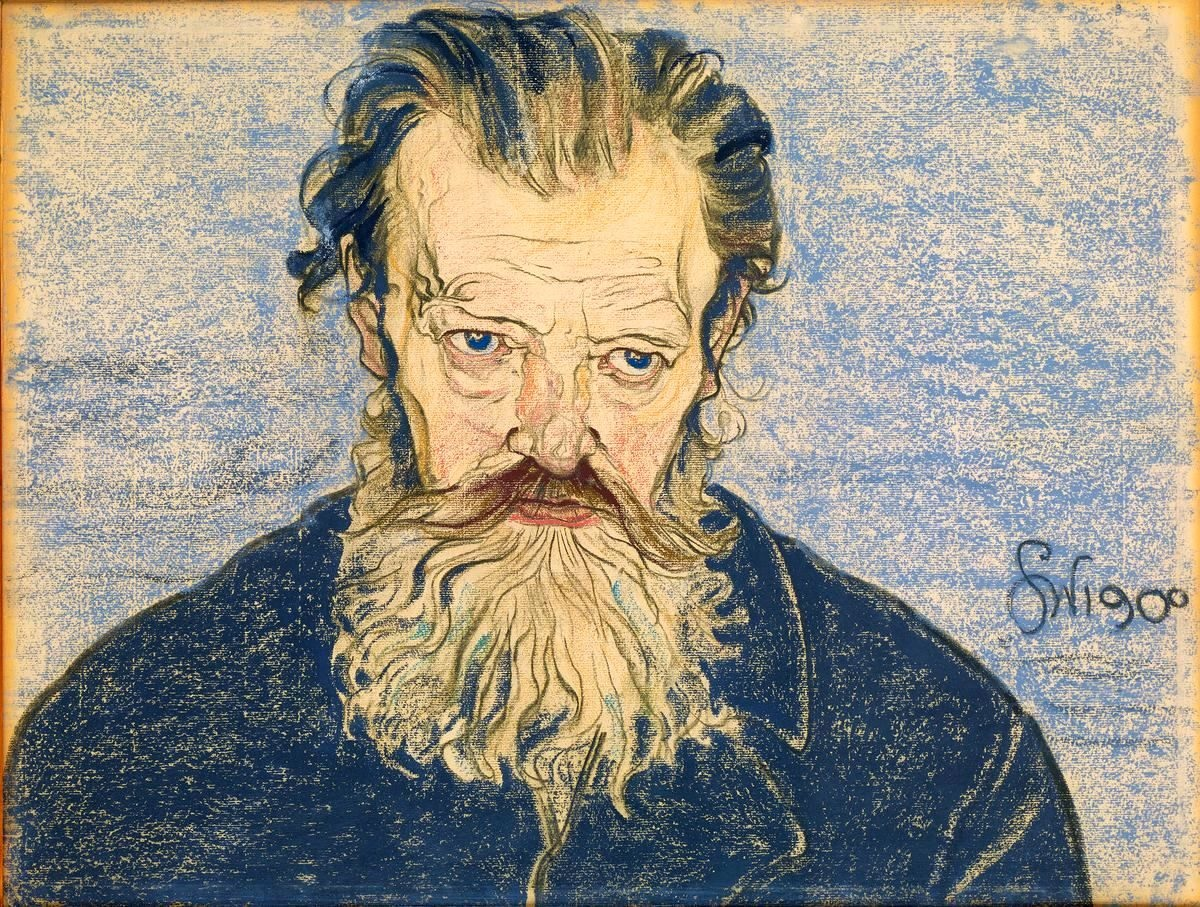
Портрет Франтишека Выспяньского, 1900
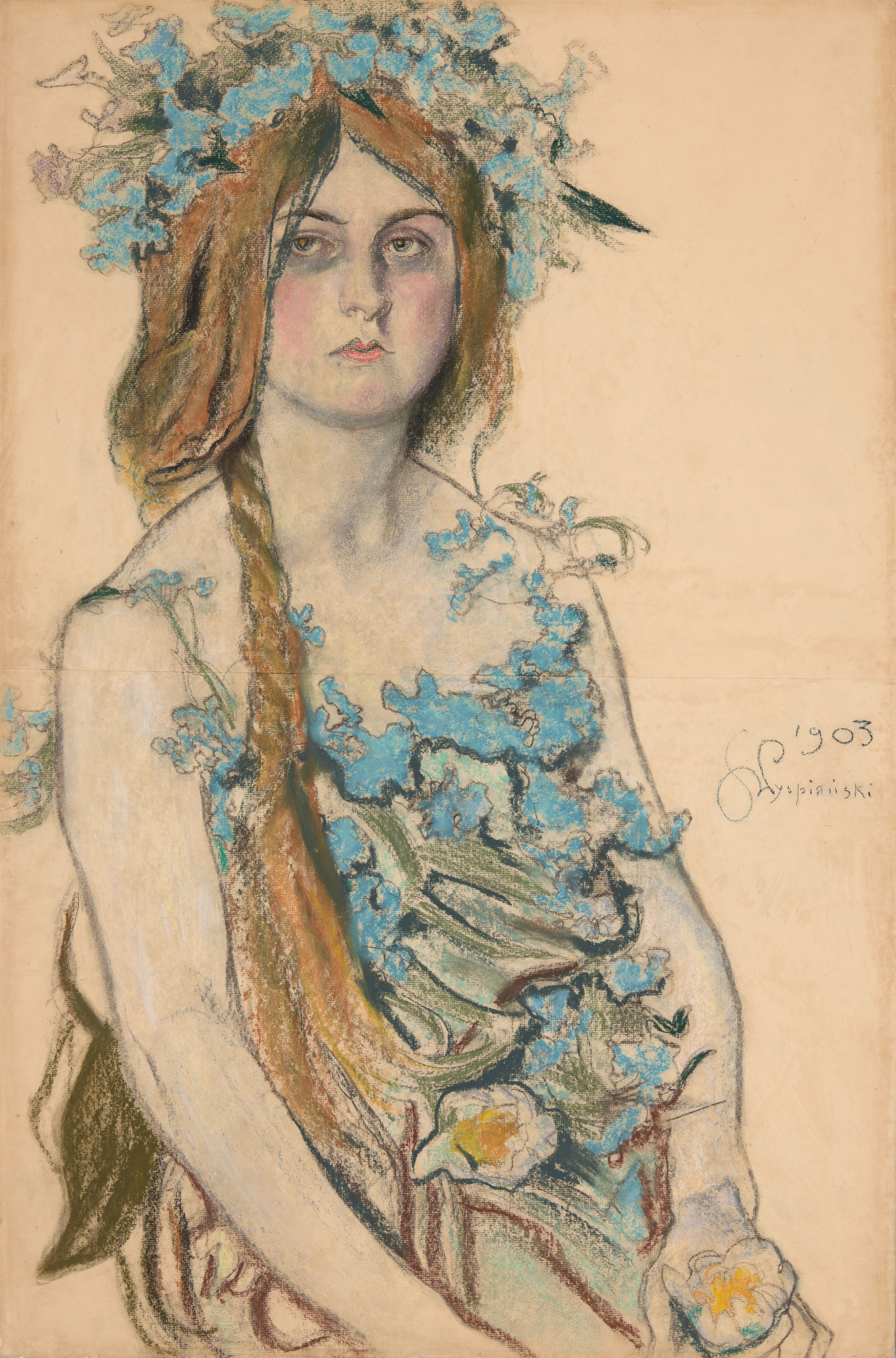
Портрет Владиславы Ордон-Сосновской, 1903
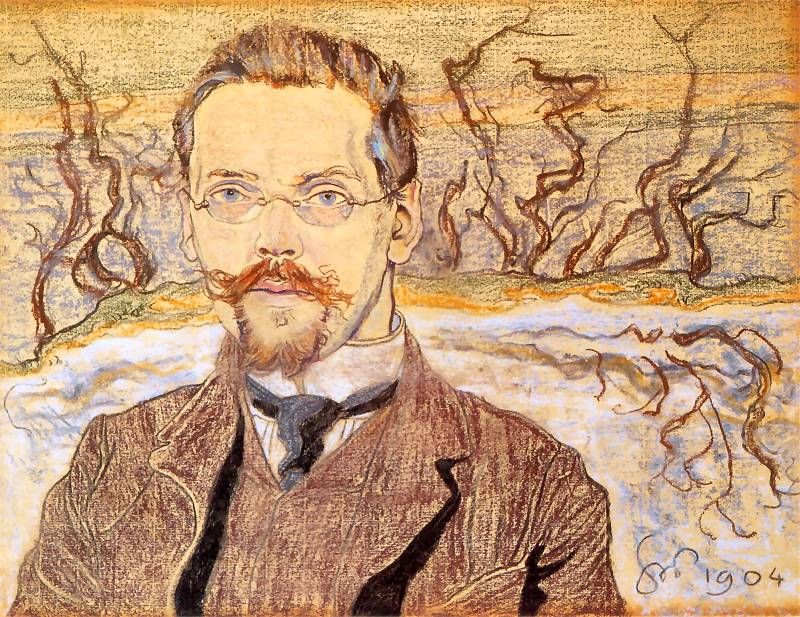
Портрет Франтишека Крышталовича, 1904
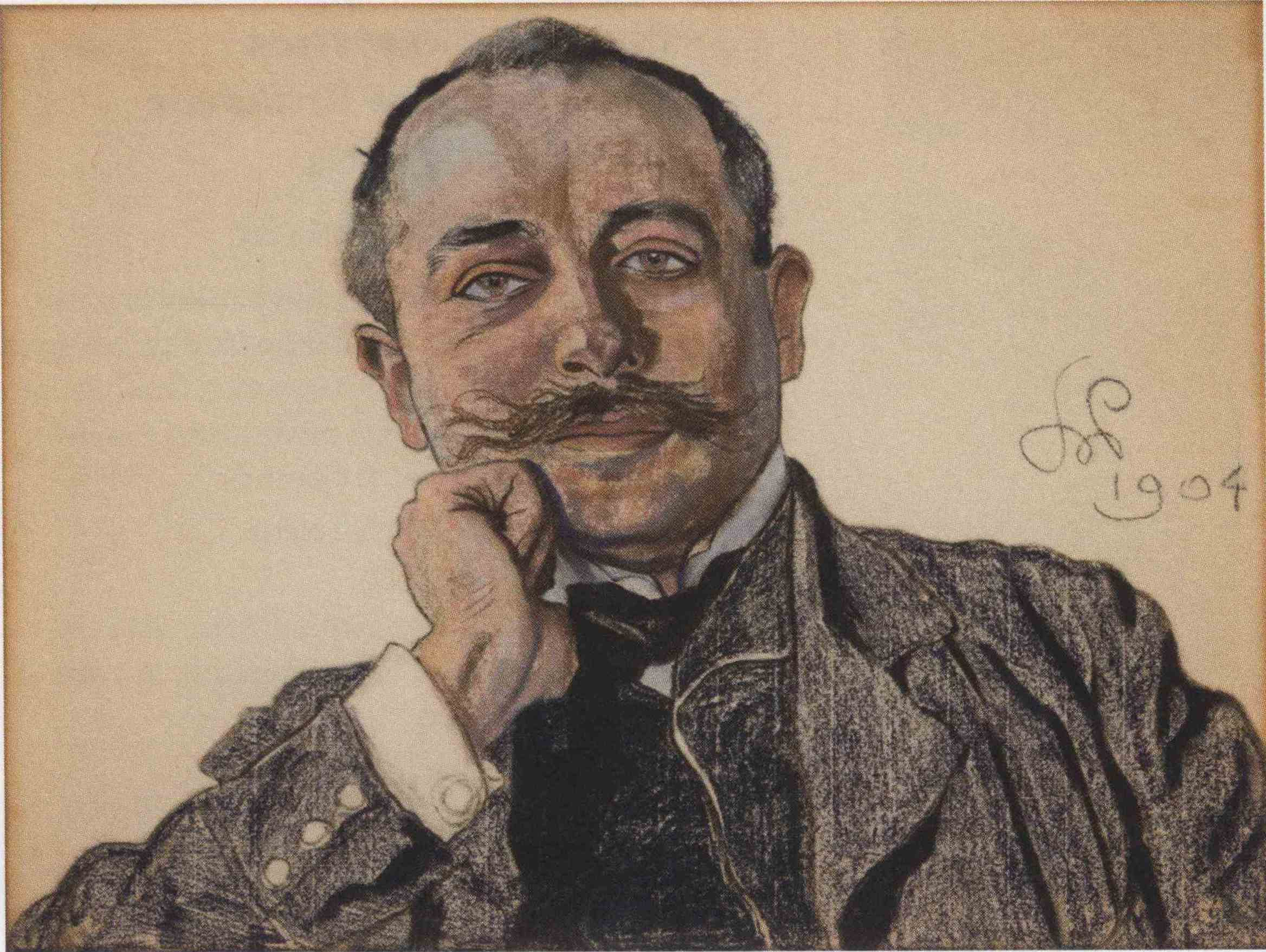
Портрет Юлиана Новака, 1904
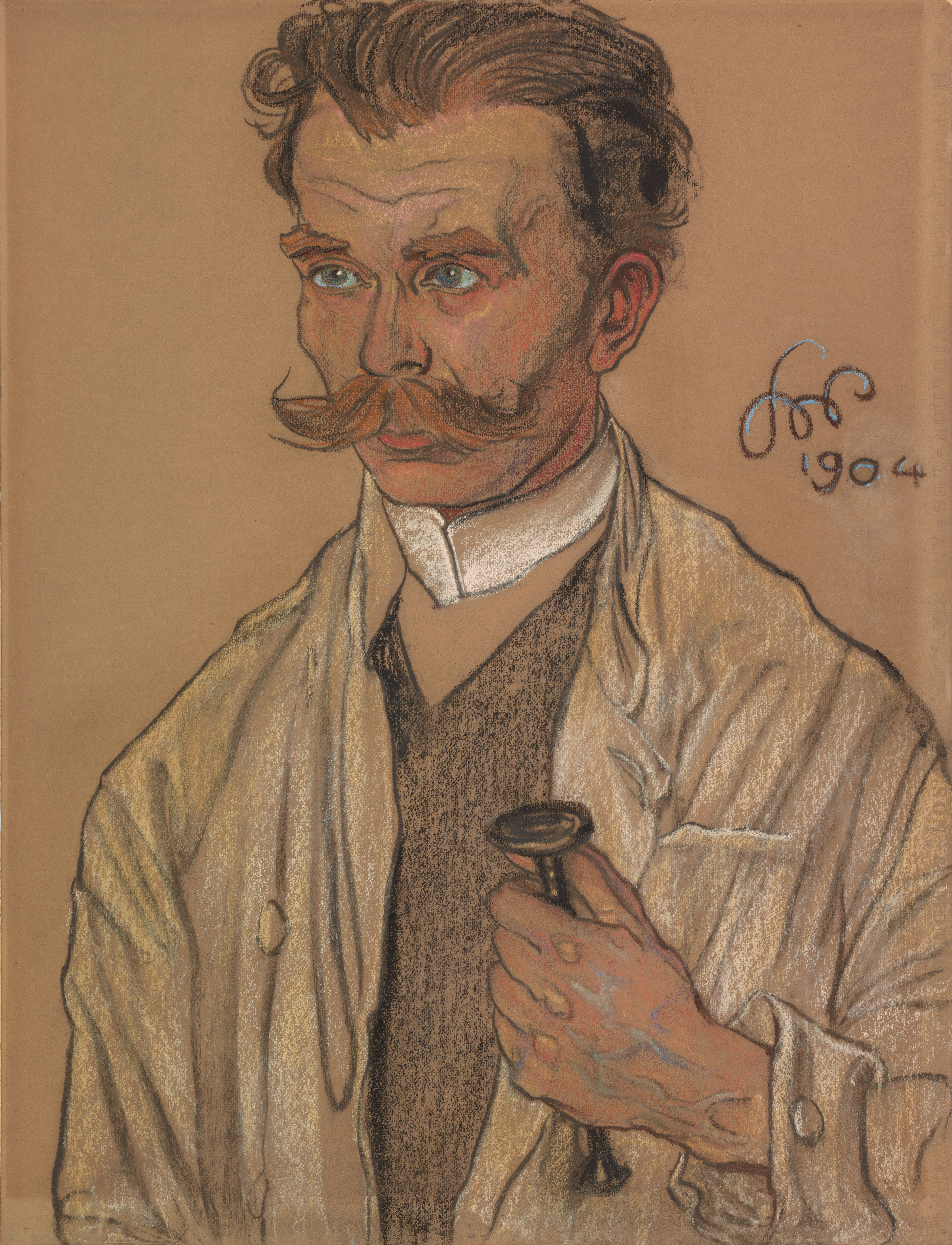
Портрет врача, 1904
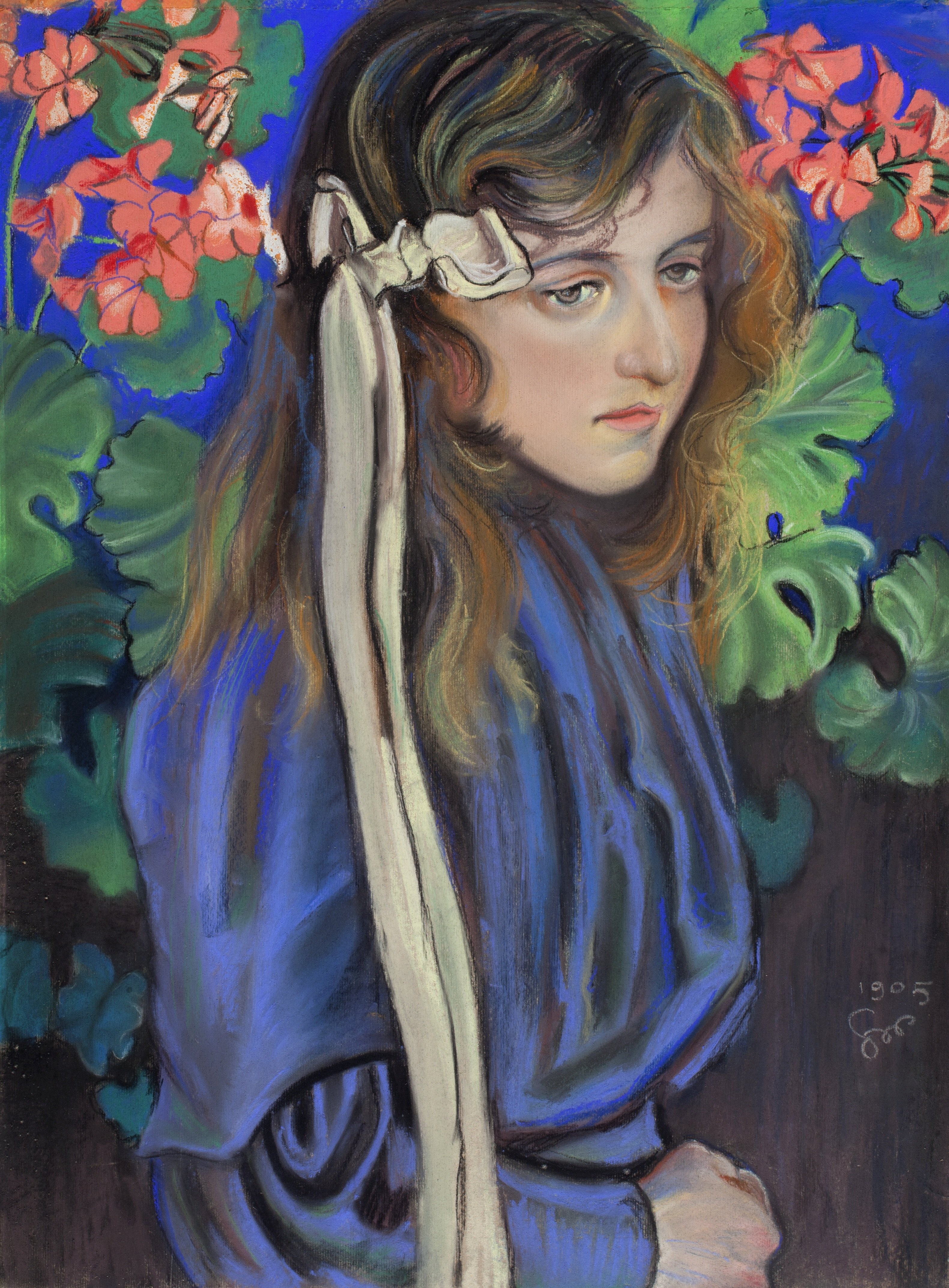
Портрет Элизы Пареньской, 1905
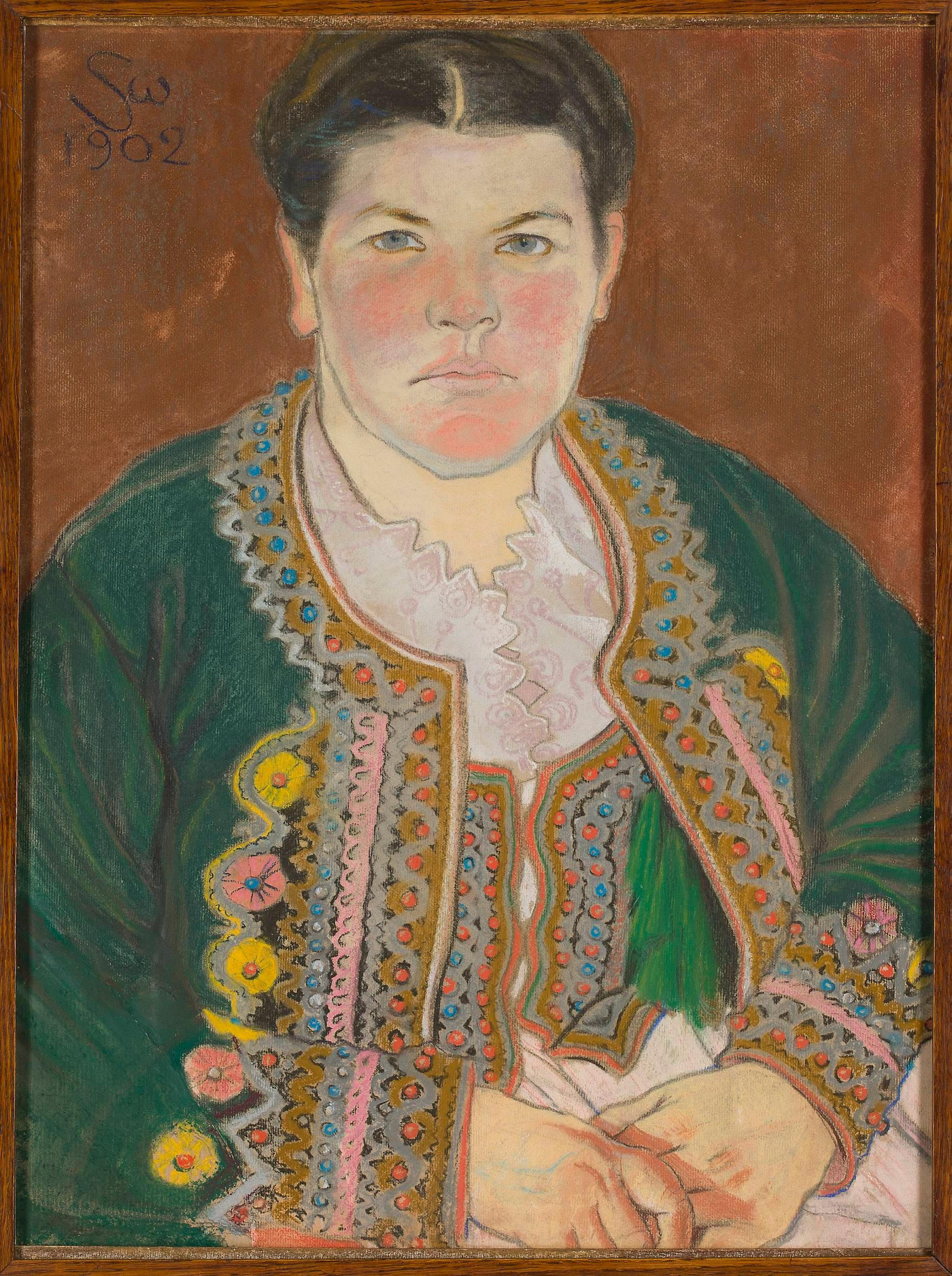
Портрет жены, 1902
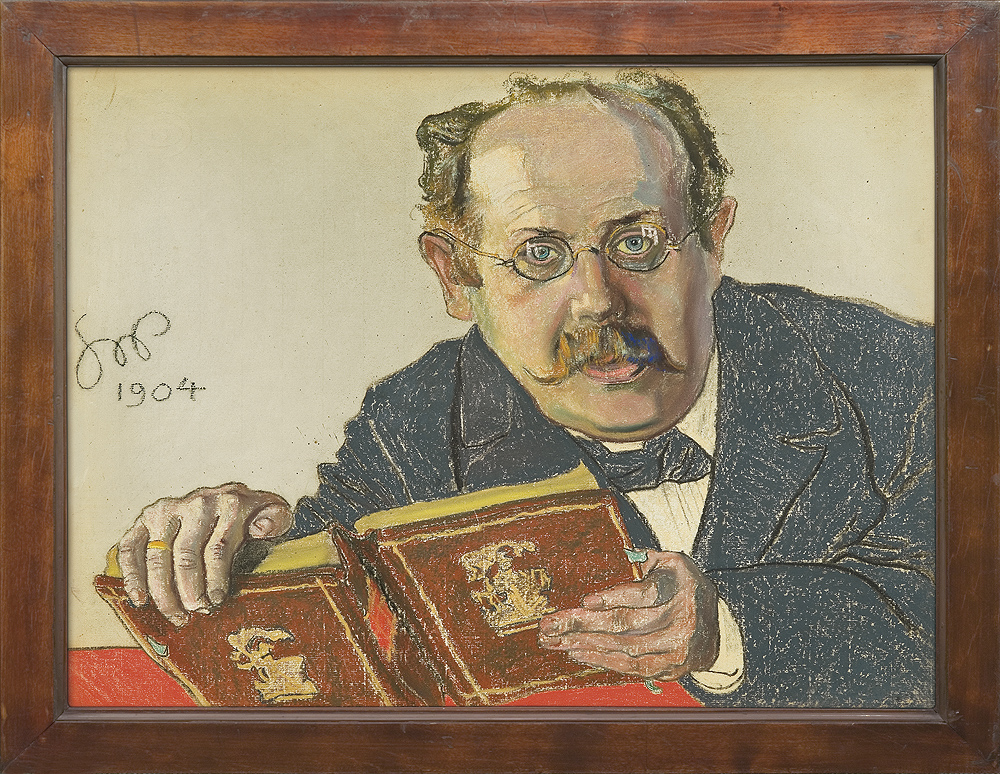
Портрет Леона Стернбаха. 1904
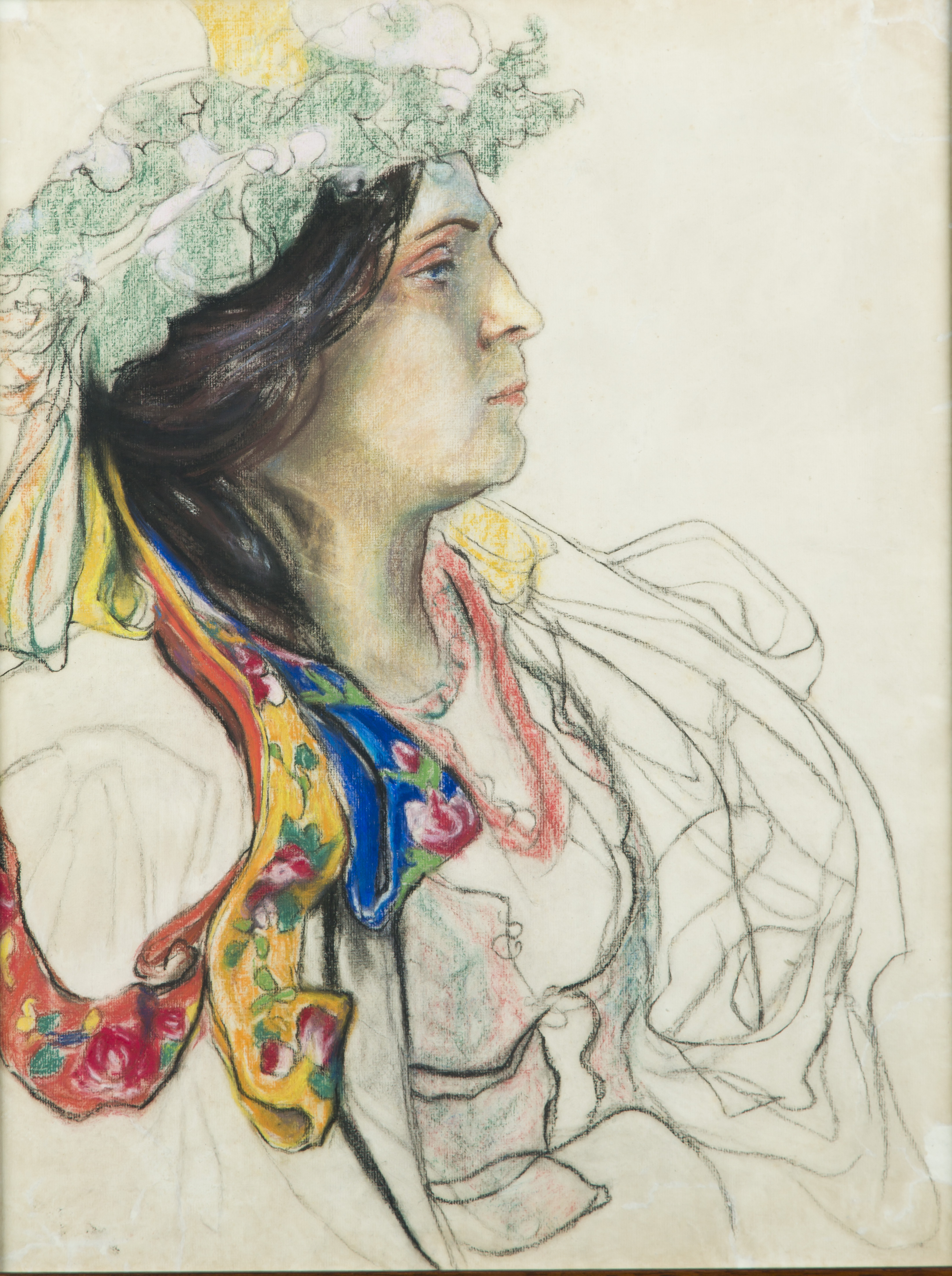
Портрет В. Семашко

### Пейзажи

Баржи на Сене, 1894
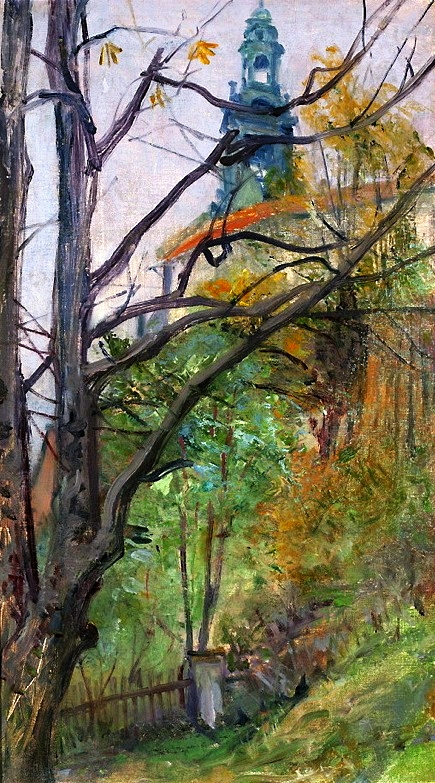
Вид на Вавель, 1894
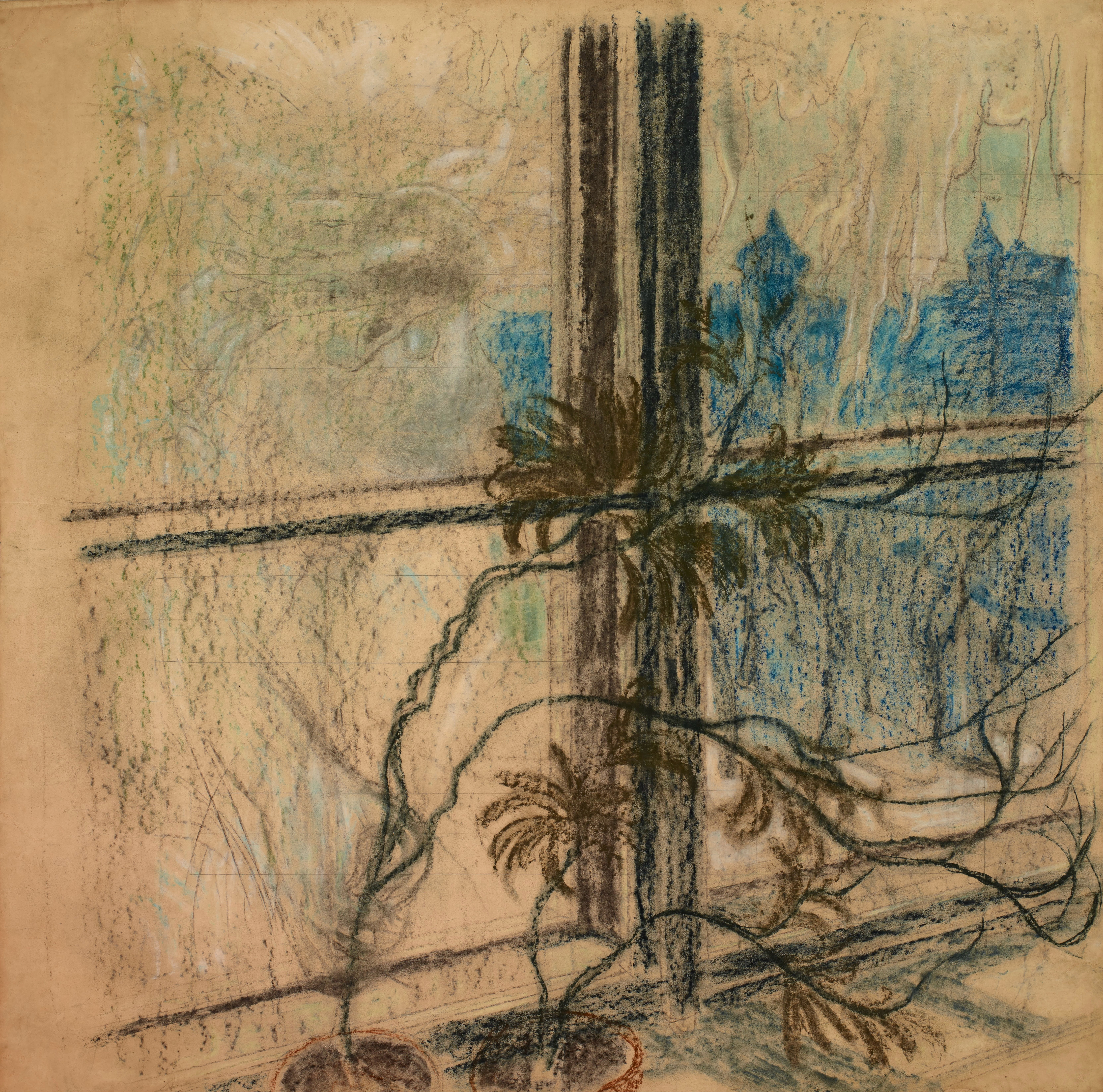
Вид на городские стены, до 1894
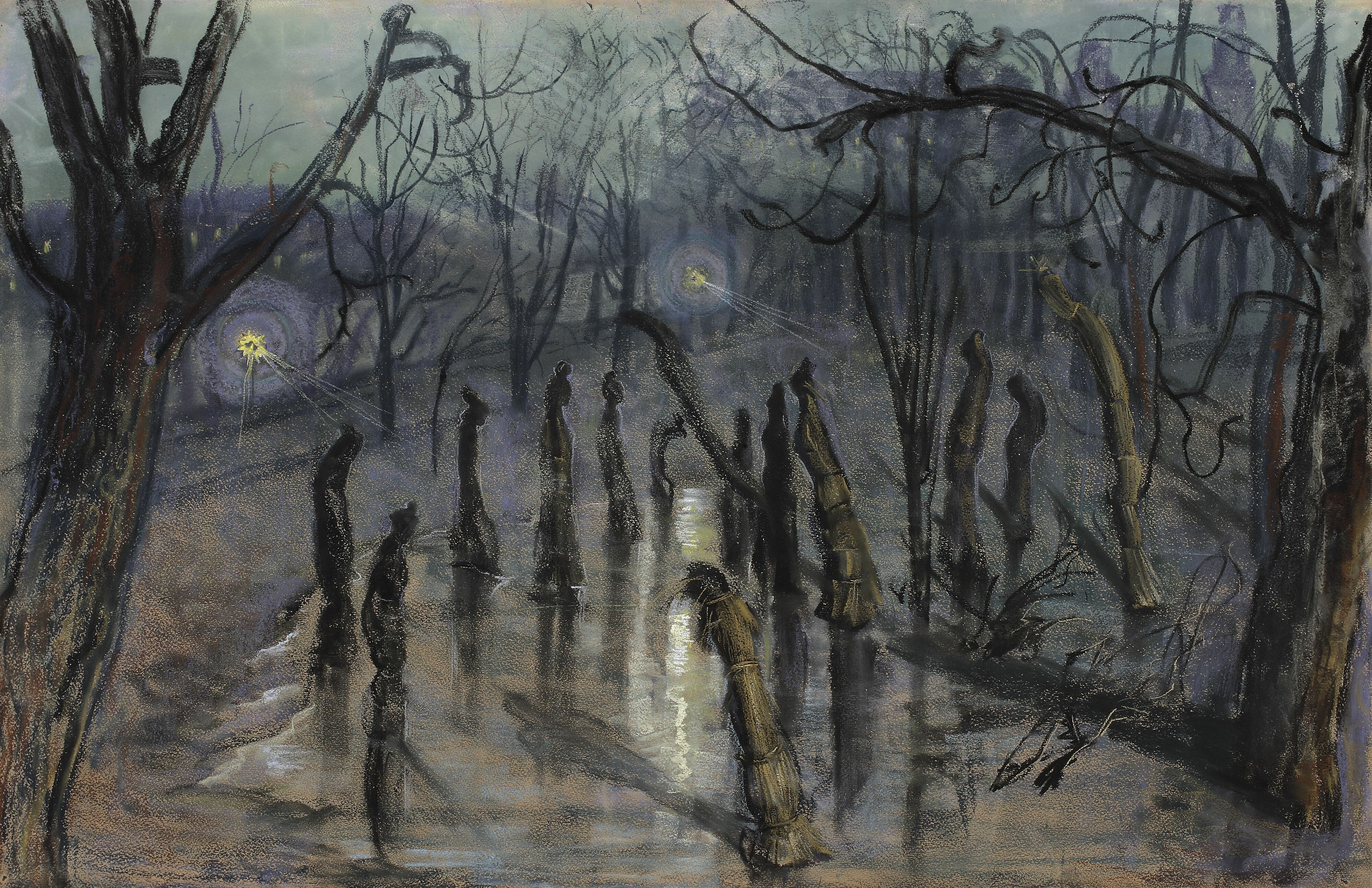
Хохолы, 1898-99
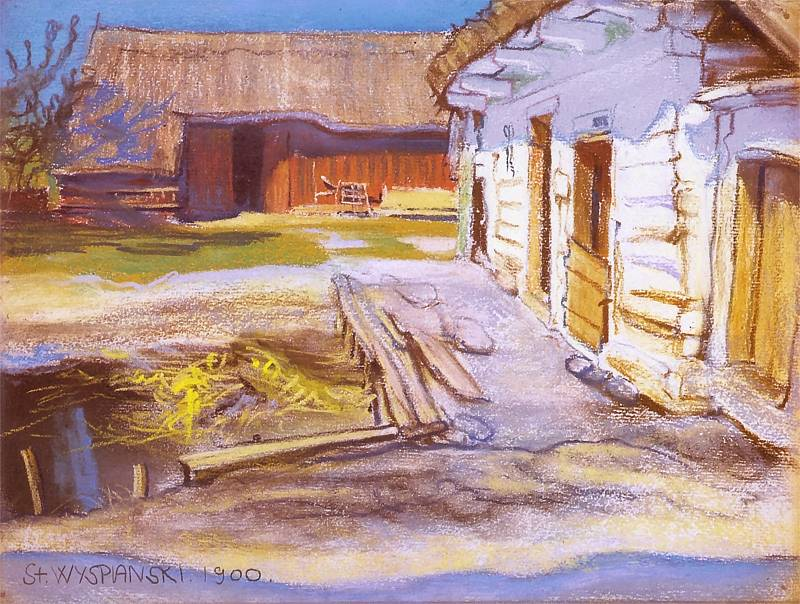
Дома в Грембове, 1900
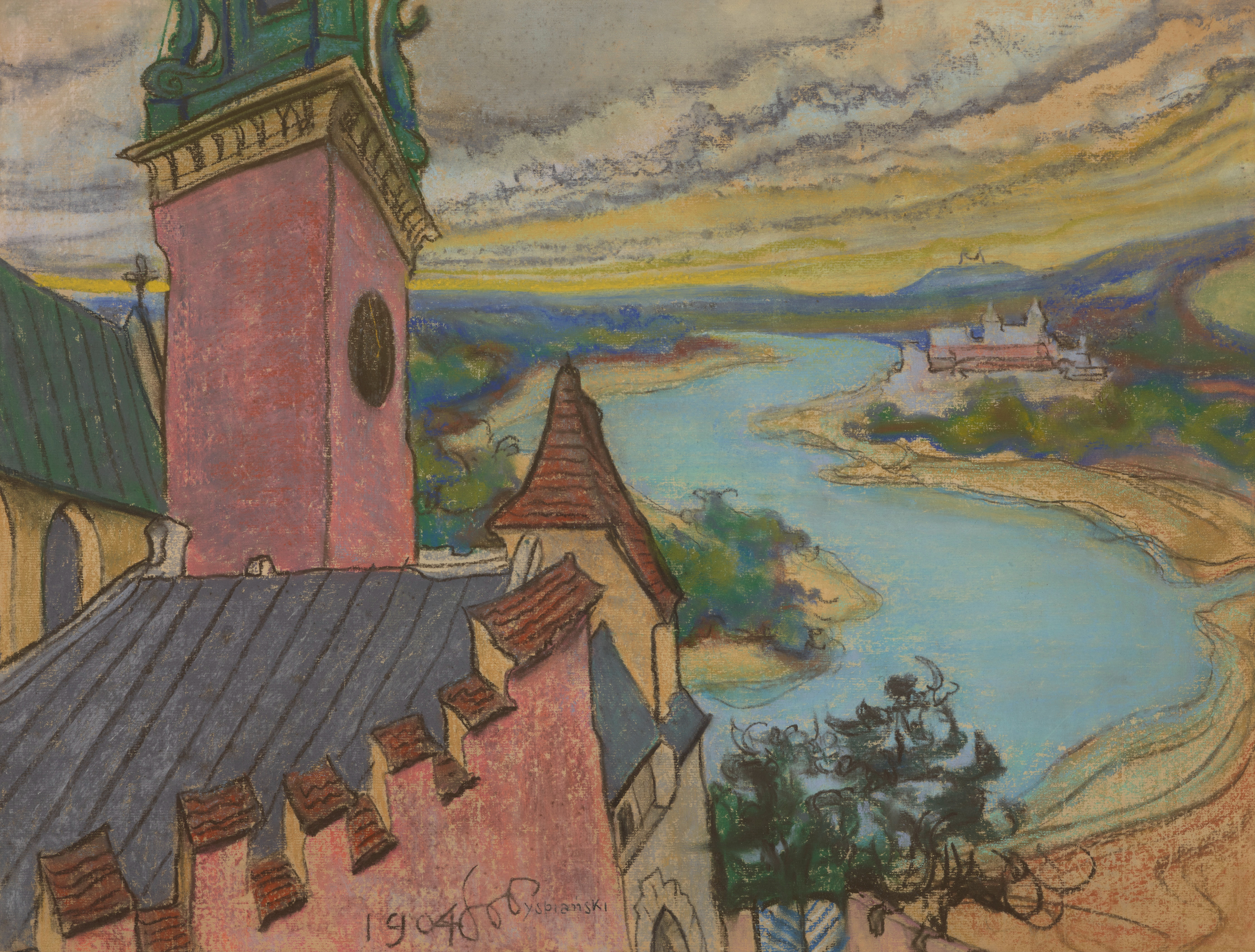
На Висле, 1904
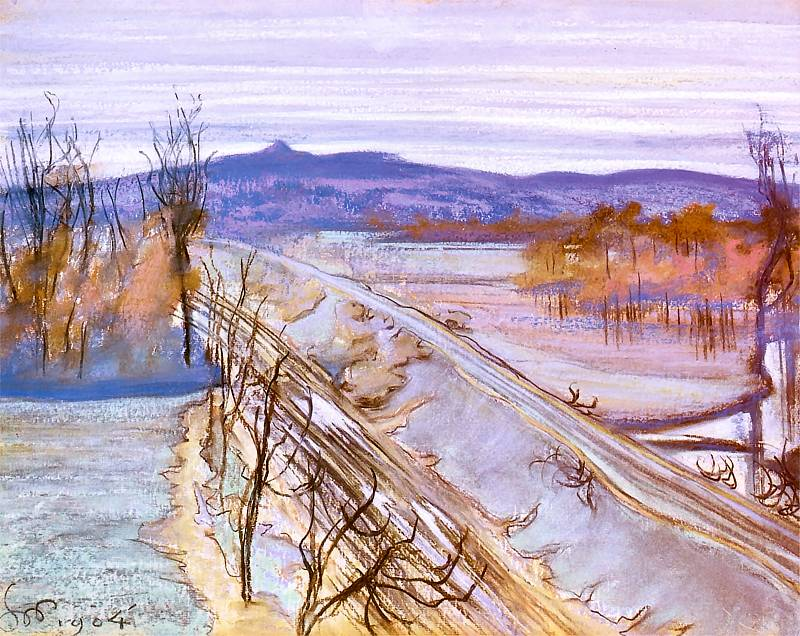
Вид на Курган Костюшко, 1904
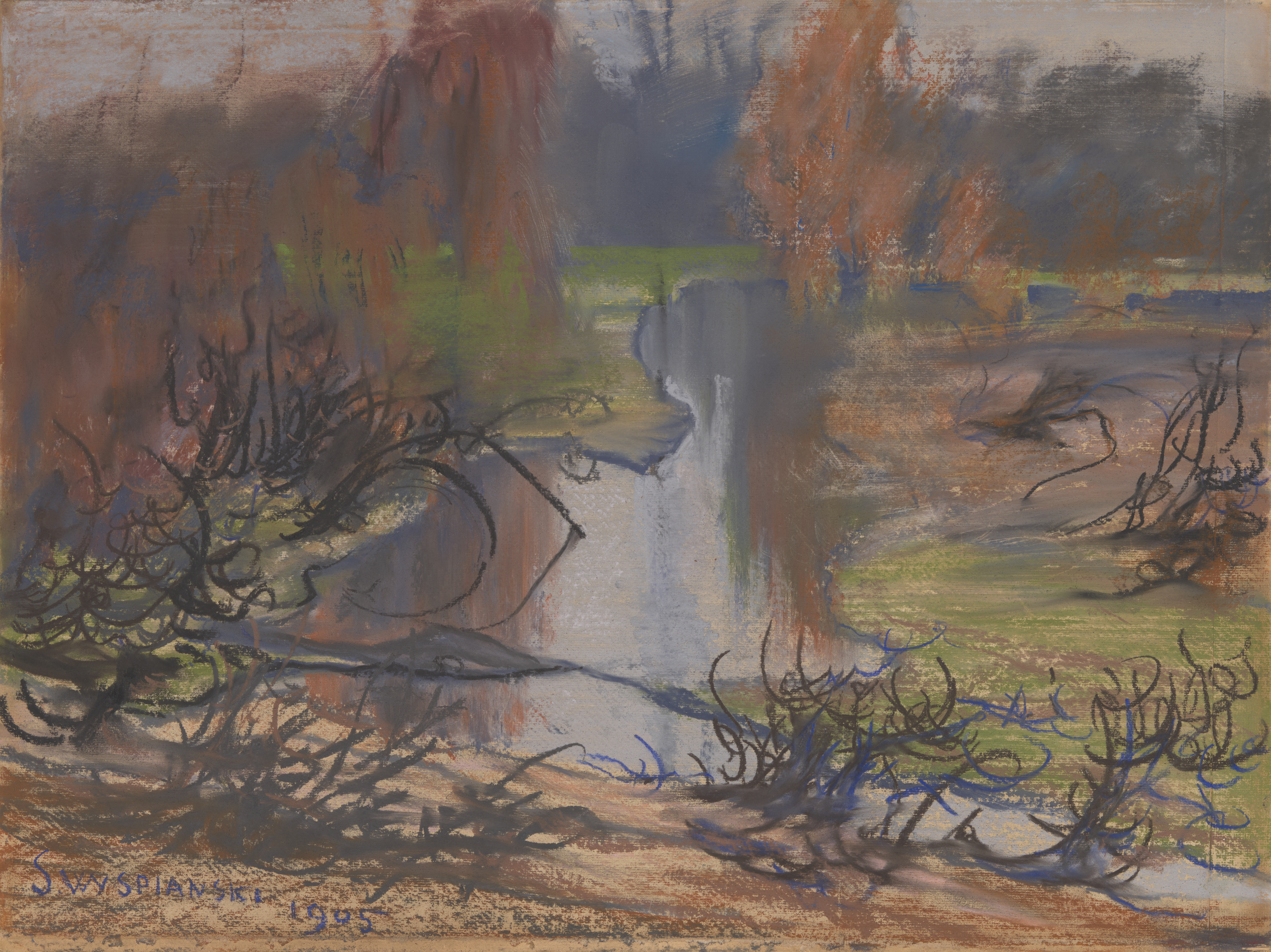
На Рудаве, 1905
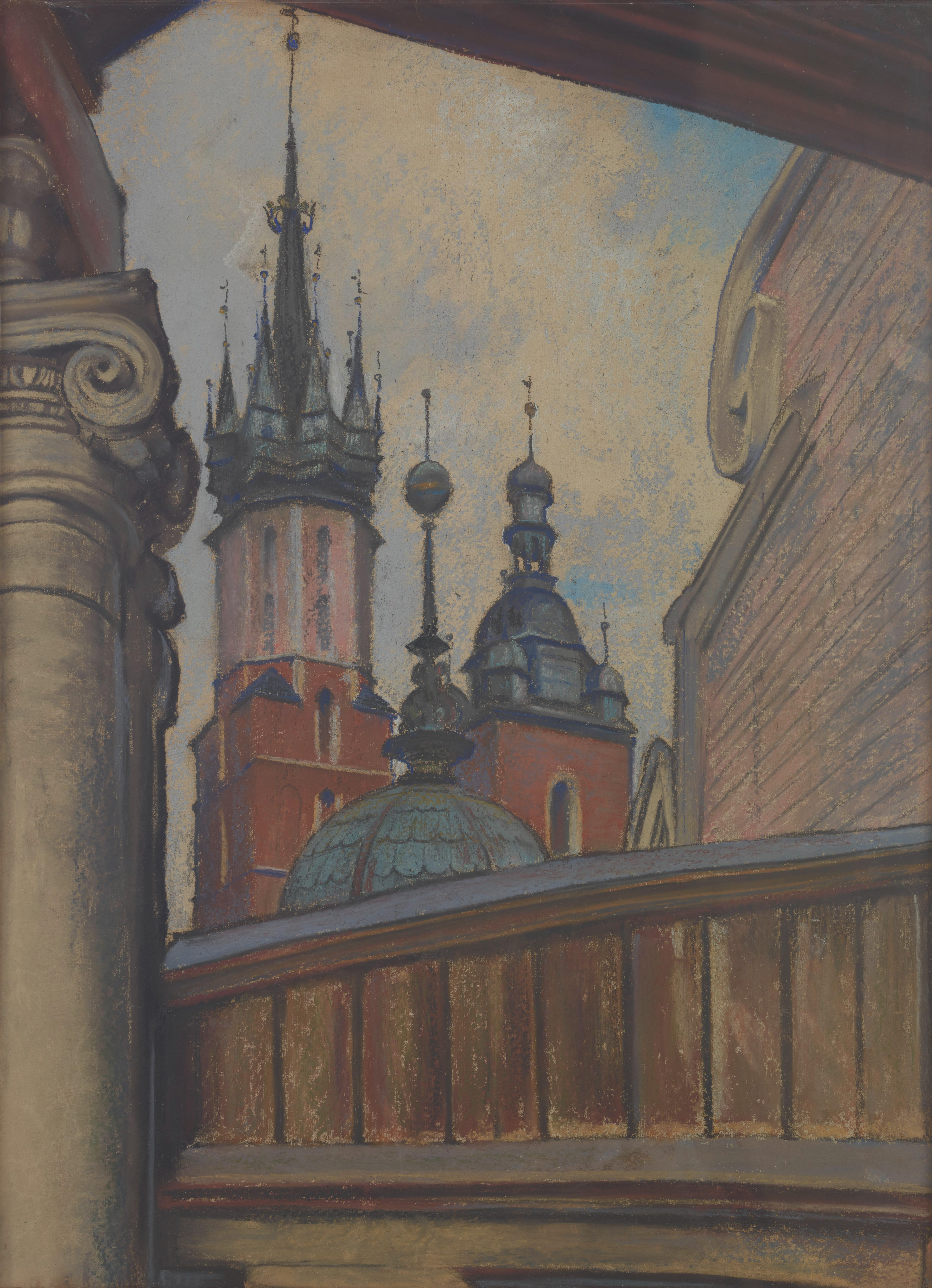
Башни Мариацкого костёла, 1905
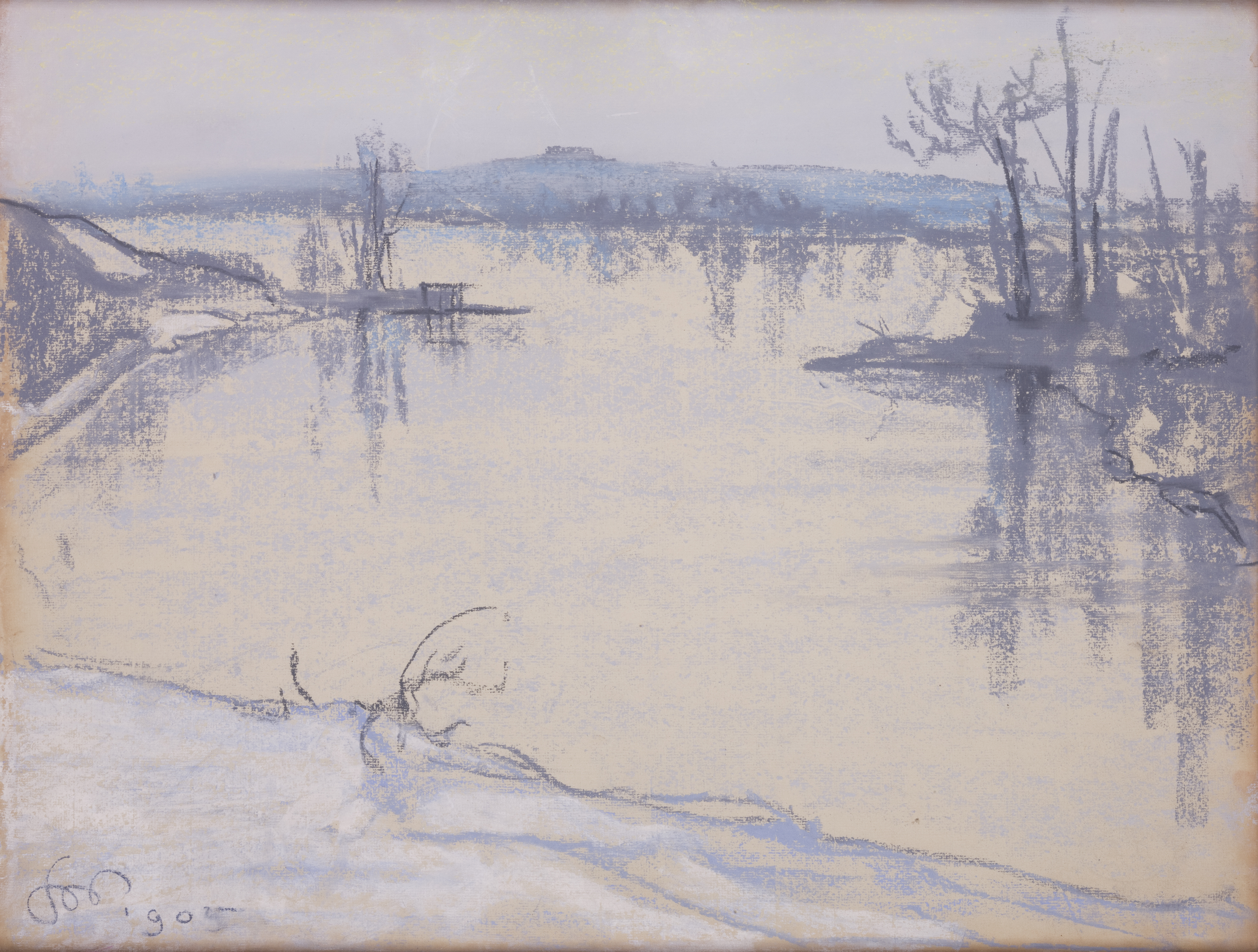
Висла под Краковом, 1905
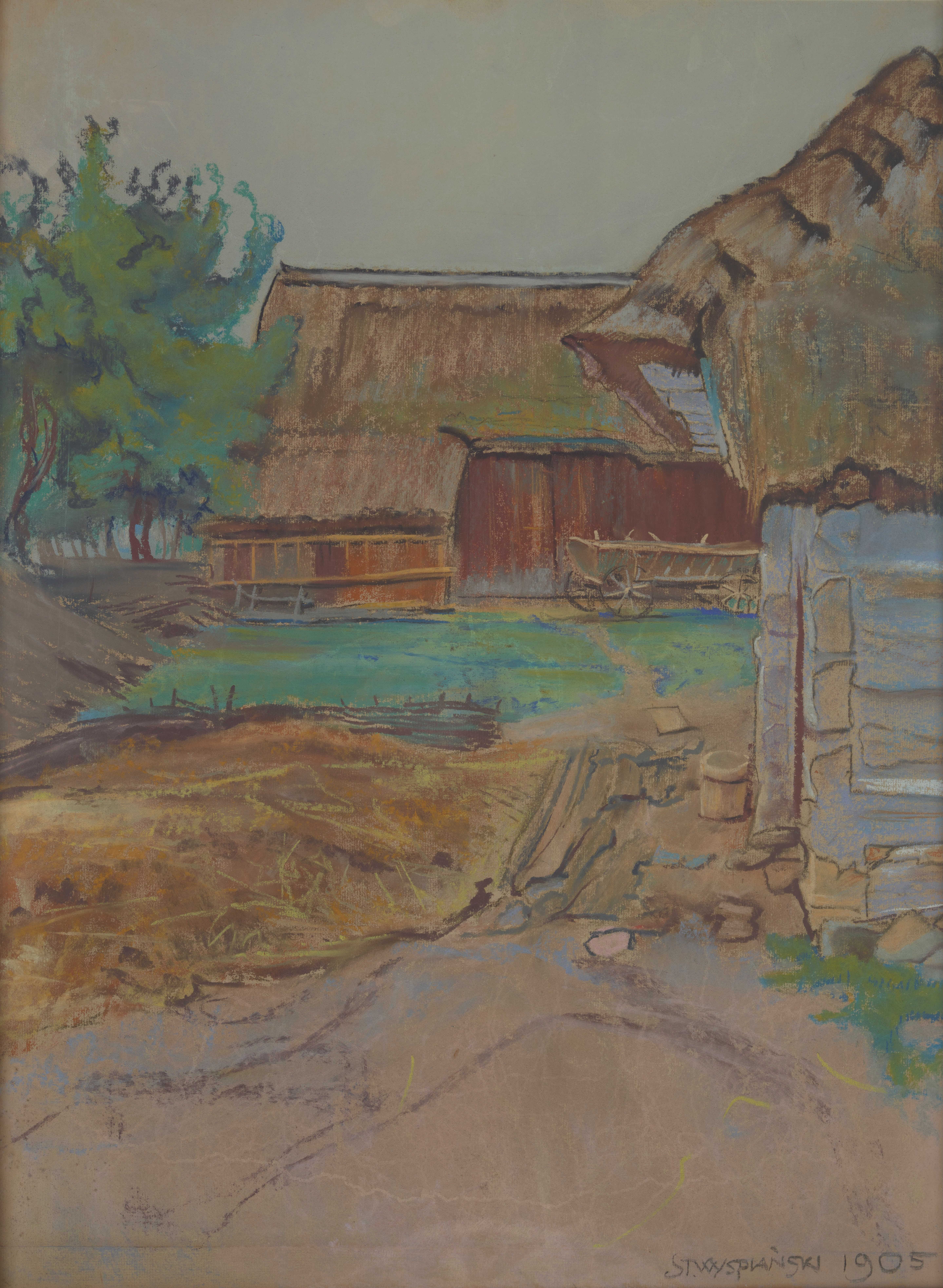
Ферма в Конарах, 1905

## Издания на русском языке
- Драмы. (Вступ. ст. Б. Ростоцкого), М., 1963
- Варшавянка. Трагедия. М., 1906
- Судьи. Трагедия. М., 1913
- Мелеагр и Аталанта. СПб., 1914